# Mössingen
Mössingen ist eine Große Kreisstadt im Landkreis Tübingen am Fuß der mittleren Schwäbischen Alb, rund 15 Kilometer südlich der Kreisstadt Tübingen. Mössingen gehört zur Region Neckar-Alb und zur Randzone der europäischen Metropolregion Stuttgart. Die Stadt erfüllt für das südliche Einzugsgebiet des Verdichtungsraums Mittlerer Neckar vor allem die Funktionen Wohnen und Versorgung.

## Geographie

### Lage

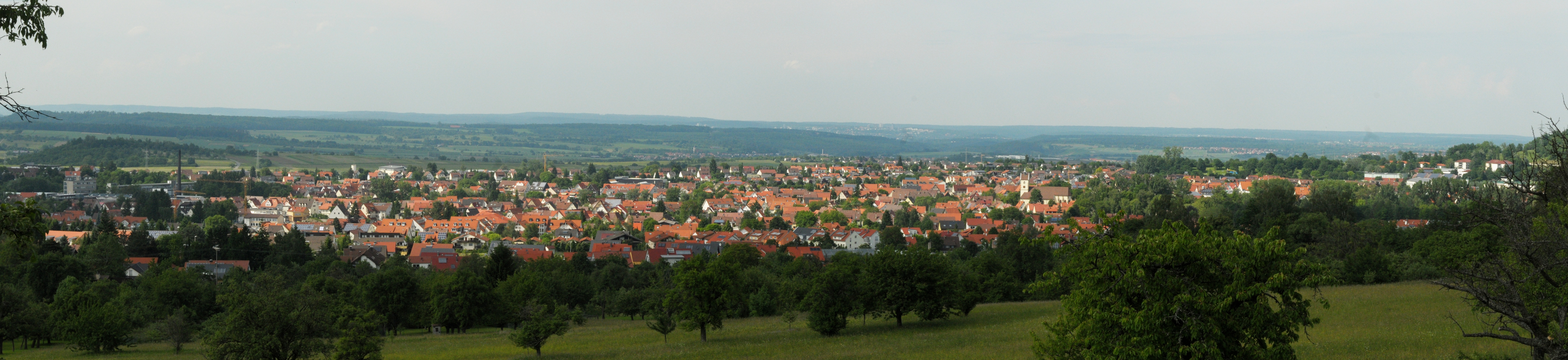
Mössingen vom Fuß des Farrenbergs aus gesehen

Mössingen liegt am Nordrand der Schwäbischen Alb im Tal der Steinlach, einem rechten Nebenfluss des Neckars. Der niedrigste Punkt des Stadtgebietes liegt mit 435 m NN bei der Unteren Mühle an der Steinlach, der höchste auf dem Gipfel des Dreifürstensteins mit 853,5 m NN.

### Geologie

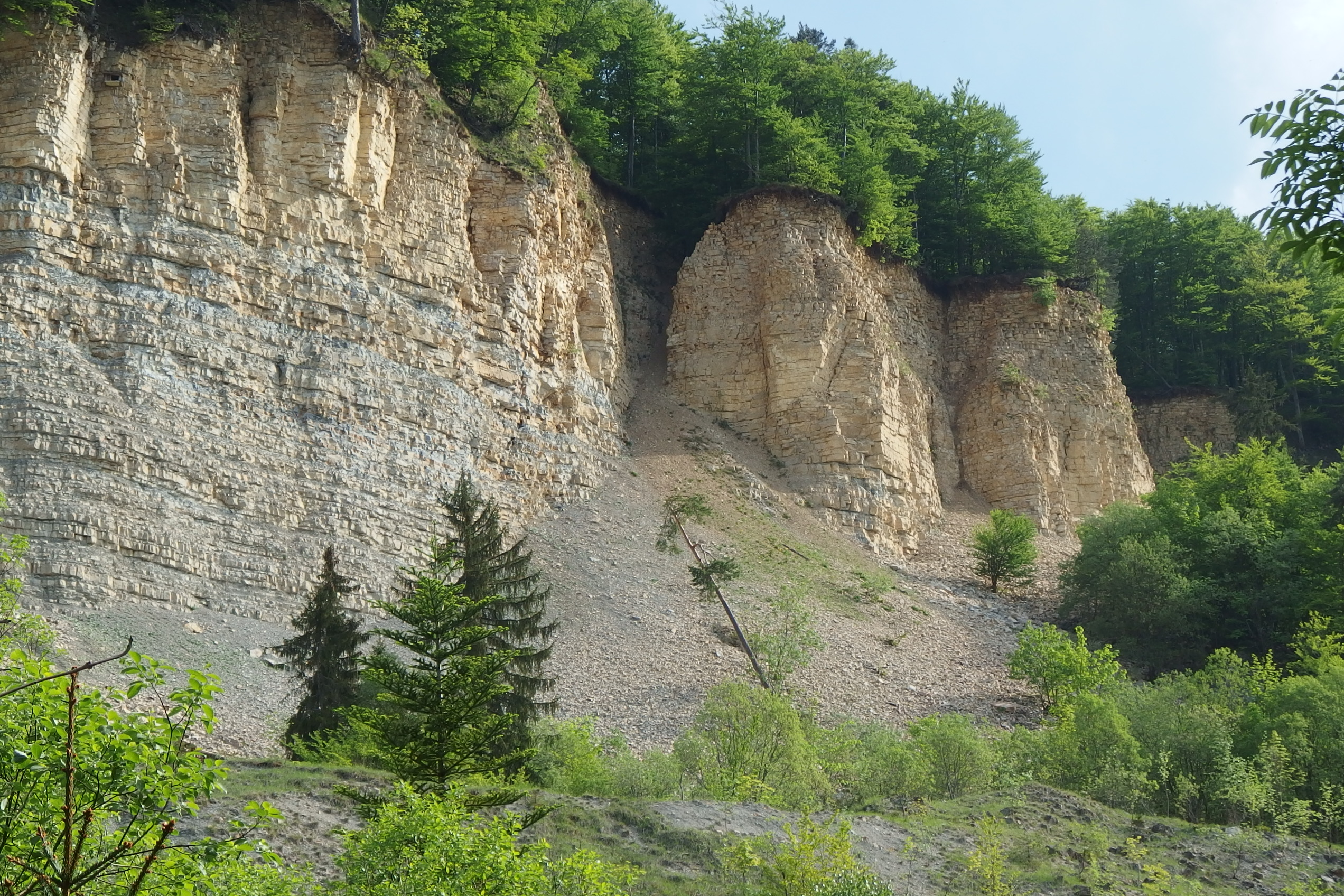
Der Mössinger Bergrutsch am Hirschkopf

Das Mössinger Stadtgebiet erschließt die wechselhafte Gesteinsfolge aus Tonen, Sandsteinen, Mergeln und Kalksteinbänken des Schwarzen, Braunen und Weißen Jura (Lias, Dogger und Malm). Am bedeutendsten sind die über 100 m mächtigen gebankten Kalke des Weißen Jura, die die weithin sichtbare Traufkante der Schwäbischen Alb bilden. Weite Bereiche der Unterhänge und des Steinlachtals sind mit z. T. sehr mächtigen periglaziären Kalkschotterdecken überlagert.

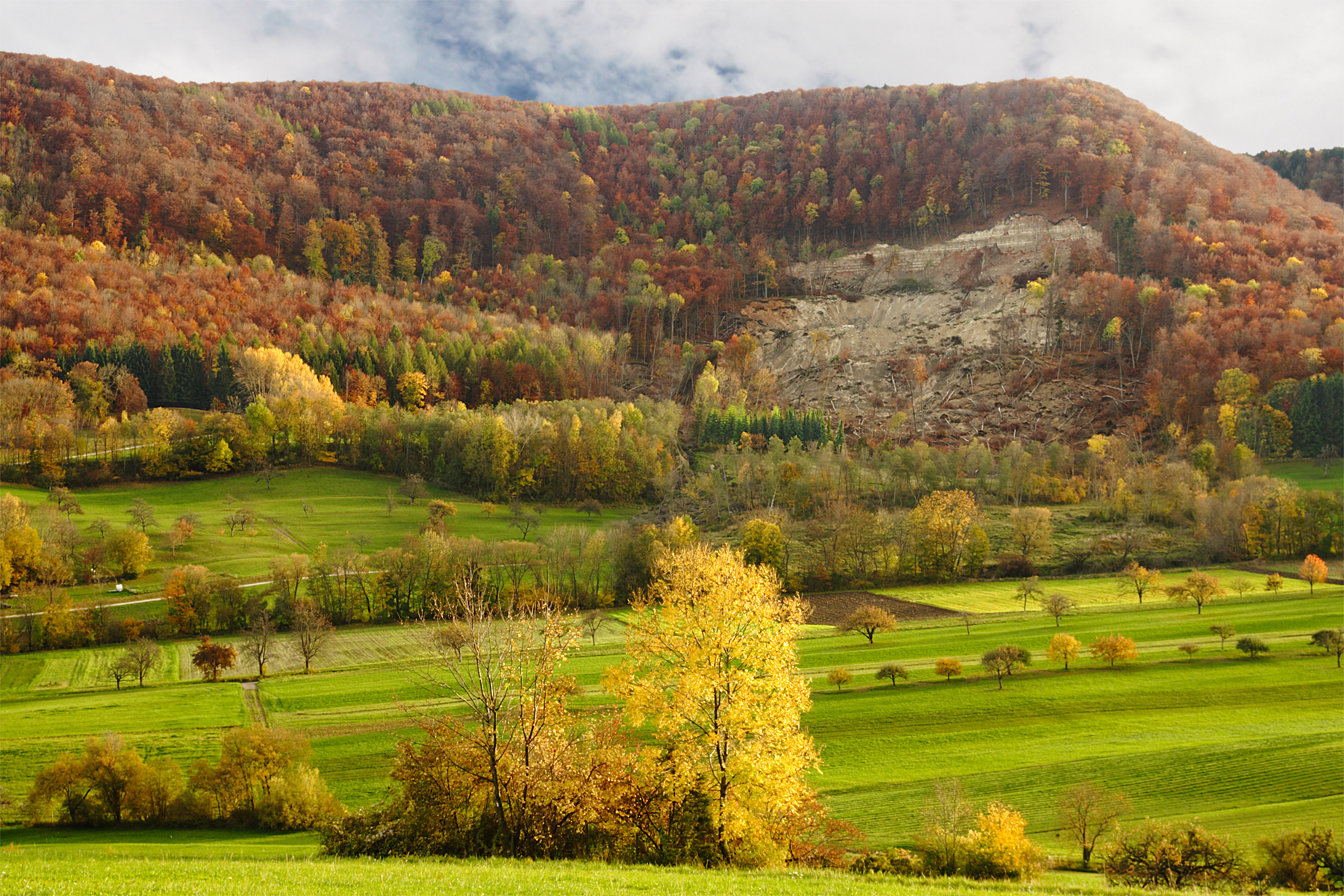
Albtrauf beim Ortsteil Talheim. Dieser Erdrutsch ereignete sich seit dem 2. Mai 2013 als Folge schweren Dauerregens.

Am 12. April 1983 ereignete sich nach anhaltenden Regenfällen auf Mössinger Gemarkung der Bergrutsch am Hirschkopf, der größte Bergrutsch in Baden-Württemberg (48° 22′ 40″ N, 9° 4′ 0″ O). Dies ist durch die Lage Mössingens am Fuße des Albtraufs und die speziellen Lagerungsverhältnisse der unterschiedlichen Gesteine bedingt. Harte Kalke lagern hier plastischen Mergeln und Tonen auf. Außerdem wird dort durch natürliche Erosion fortwährend Gesteinsmaterial wegbefördert, so dass es zwangsläufig über kurz oder lang zu solchen Abrutschungen kommt. Am 12. Mai 2006 wurde dieses Gebiet in die Liste der nationalen Geotope aufgenommen.
Weitere große Bergrutsche ereigneten sich, ebenfalls nach vorausgegangenen ergiebigen Regenfällen, am 3. Juni 2013. Die Fläche von etwa einem Hektar nimmt allein die Rutschung im Bereich der Öschinger Landhaussiedlung ein. Die Siedlung wurde daraufhin evakuiert. Weitere Rutschungen ereigneten sich an der Südwestseite des Farrenbergs, am Buchberg, bei den Talheimer Wasserfällen und an der Talheimer Steige.

### Landschaft

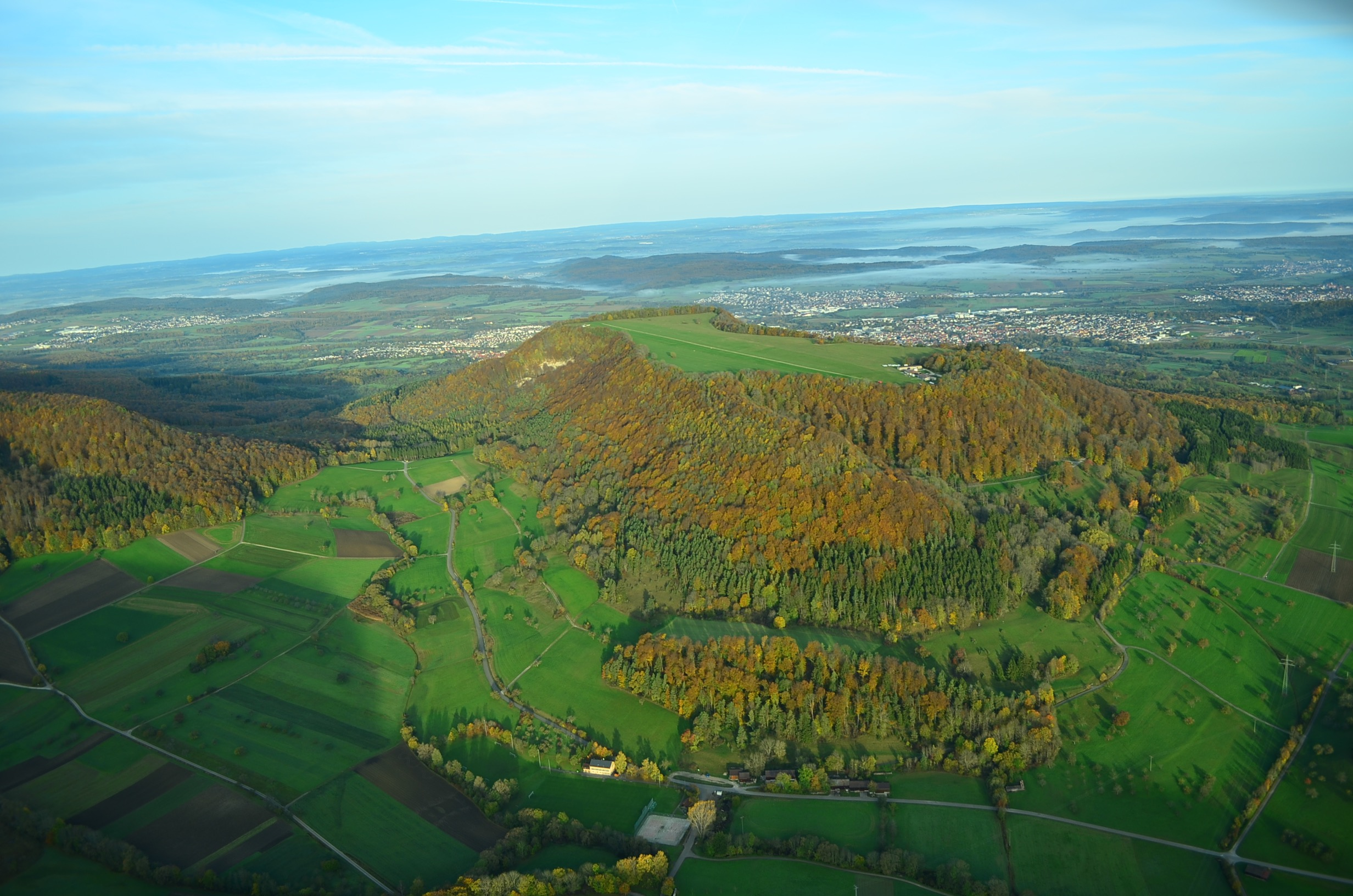
Der Farrenberg, Mössingens Hausberg mit Segelflugplatz, Mössingen dahinter

Mössingen liegt inmitten eines Streuobstwiesengebietes. Von April bis Juni ergeben sich verschiedene natürliche Blühaspekte beginnend mit der Zwetschgen- und Kirschblüte und endend mit der Blüte der artenreichen Wiesen vor allem am Trauf der Schwäbischen Alb.
Die Hänge der im Mössinger Stadtgebiet gelegenen Albberge und Teile des Albvorlandes wie zum Beispiel der Firstberg oder der Bästenhardt Wald, sind bewaldet. Es dominieren forstlich genutzte, aber naturnahe Kalk-Buchenwälder. Speziell die Mergelhänge und Standorte über Tonschiefer und Braunjuratonen wurden in der Vergangenheit großflächig mit Nadelholz aufgeforstet, das dort von Natur aus nicht vorkommen würde. Die Bäche werden meist von naturnahen Erlen-Eschen-Bachwäldern begleitet. Den Bachwäldern entlang der Steinlach sind vielfach fremdländische Hybrid-Pappeln beigemischt.
Kleinflächige Kalkmagerrasen vom Typ der Enzian-Schillergras-Rasen an den Braunjurahängen erinnern an die Zeit, als die Hüteschafhaltung noch einen größeren Stellenwert einnahm.
Großflächige Halbtrockenrasen mit zahlreichen Orchideen-Vorkommen bilden die Hochfläche des Filsenbergs und den Kegel des Meisenbühls südlich von Öschingen.

### Schutzgebiete
Teile des Mössinger Stadtgebiets mit dem Farrenberg und dem Roßberg gehören den FFH-Gebieten 7620-343 Albtrauf zwischen Mössingen und Gönningen und 7520-341 Albvorland bei Mössingen an.
In diese europaweit bedeutsamen Schutzgebiete sind die Naturschutzgebiete Bei der Olgahöhe, Bergrutsch am Hirschkopf, Filsenberg und Öschenbachtal eingegliedert. Im Bereich des NSG Bergrutsch am Hirschkopf findet keine Nutzung mehr statt, so dass dort die natürliche Entwicklung der belebten Natur beobachtet werden kann und durch Dauerbeobachtung wissenschaftlich erforscht wird.

### Fauna
Mössingen weist eine artenreiche Vogelfauna auf. Bedeutende Lebensräume sind die strukturreichen und großflächigen Streuobstwiesen. Herausragend sind die individuenreichen Populationen des seltenen Halsbandschnäppers und des Grauspechts. Die Hochfläche des Farrenbergs ist ein Neuntöter-Habitat sowie Fortpflanzungszentrum der Spanischen Flagge, einer seltenen Bärenspinnerart. Auf dem Filsenberg brütet die Heidelerche. Die Streuobstwiesen sind auch Fledermaus-Reviere. In den Wäldern am Albtrauf haben Fledermauskästen für die Ansiedlung von Fledermäusen gesorgt. Dort kommt die Bechsteinfledermaus in großer Anzahl vor.

### Nachbargemeinden
Folgende Städte und Gemeinden grenzen an Mössingen; sie werden im Uhrzeigersinn beginnend im Norden genannt und gehören zum Landkreis Tübingen beziehungsweise zum Landkreis Reutlingen¹ und zum Zollernalbkreis²:
Nehren, Gomaringen, Reutlingen¹, Sonnenbühl¹, Burladingen², Hechingen², Bodelshausen und Ofterdingen.

### Stadtgliederung
Die Stadt Mössingen besteht aus den drei Stadtteilen Mössingen, Öschingen und Talheim. Die Stadtteile sind räumlich mit den früheren Gemeinden gleichen Namens identisch und bilden drei als Wohnbezirke bezeichnete Wahlkreise. In den beiden Stadtteilen Öschingen und Talheim sind Ortschaften im Sinne der baden-württembergischen Gemeindeordnung mit jeweils eigenem Ortschaftsrat und Ortsvorsteher als dessen Vorsitzender eingerichtet.
Zum Stadtteil Mössingen gehören die Kernstadt Mössingen, das Dorf Belsen, der Weiler Bad Sebastiansweiler, die Häuser Ziegelhütte und der Ortsteil Bästenhardt. Zum Stadtteil Öschingen gehören das Dorf Öschingen und die Häuser Krümlingmühle. Zum Stadtteil Talheim gehören das Dorf Talheim und die Höfe Bleiche, Obermühle, Salpeterhütte und Unterhütte.
Im Stadtgebiet liegen mehrere abgegangene, heute nicht mehr bewohnte Ortschaften und abgegangene Burgen; Buch, eine Badstube im Butzen, St. Johannisweiler und Steinhofen (im Stadtteil Mössingen), die abgegangenen Burg First im Stadtteil Öschingen und Burg Andeck im Stadtteil Talheim und die Wüstung Weiler im Stadtteil Talheim.

## Geschichte

### Vor- und Frühgeschichte
Nachweise erster menschlicher Ansiedlung wie eine Pfeilspitze, die unterhalb der Burg First gefunden wurde, oder ein spitznackiges Steinbeil vom Farrenberg, stammen aus dem 3. Jahrtausend v. Chr. Sichere Hinweise auf erste menschliche Ansiedlungen geben Gräber aus der mittleren Bronzezeit um die Mitte des 2. Jahrtausends v. Chr. in Bästenhardt, Sebastiansweiler und am Talheimer Kirchkopf.

### Keltenzeit, 800 – 50 v. Chr.
In Bästenhardt wurden im 19. Jahrhundert zahlreiche keltische Grabfunde gemacht. Die meisten Fundplätze sind heute überbaut und die Fundstücke überwiegend nicht mehr auffindbar. Ein „Kulturdenkmal von besonderer Bedeutung“ stellt die 1971 von Karl Schauber entdeckte keltische Viereckschanze in Belsen dar. Sie gehörte zu den rund 200 im Land gefundenen Viereckschanzen. Nach heutigem Stand der Forschung handelt es sich bei den Viereckschanzen wohl um ländliche Herrenhöfe aus der Zeit des 2./1. Jahrhundert v. Chr.

### Römerzeit, 80 n. Chr.
Unter den römischen Kaisern Domitian (79–96) und Trajan (98–117) erfolgte der Ausbau des Alblimes und die Besiedlung der Gegend durch sogenannte römische Gutshöfe (villae rusticae), die als landwirtschaftliche Betriebe dienten. Ein solcher Gutshof wird in der „Steinsbreite“ östlich der Belsener Kapelle vermutet. Alle archäologischen Funde der römischen Zeit auf Mössinger Markung sind Zufallsfunde. Die drei in Belsen, Mössingen und auf einem Acker Richtung Talheim gefundenen römischen Münzen stammen aus dem 2. Jahrhundert.
Ein aus Sandstein gefertigter Hypokaustpfeiler aus dem Unterbau einer römischen Fußbodenheizung wurde in den 1980er Jahren an der Südseite des Mössinger Friedhofs geborgen.

### Mittelalter

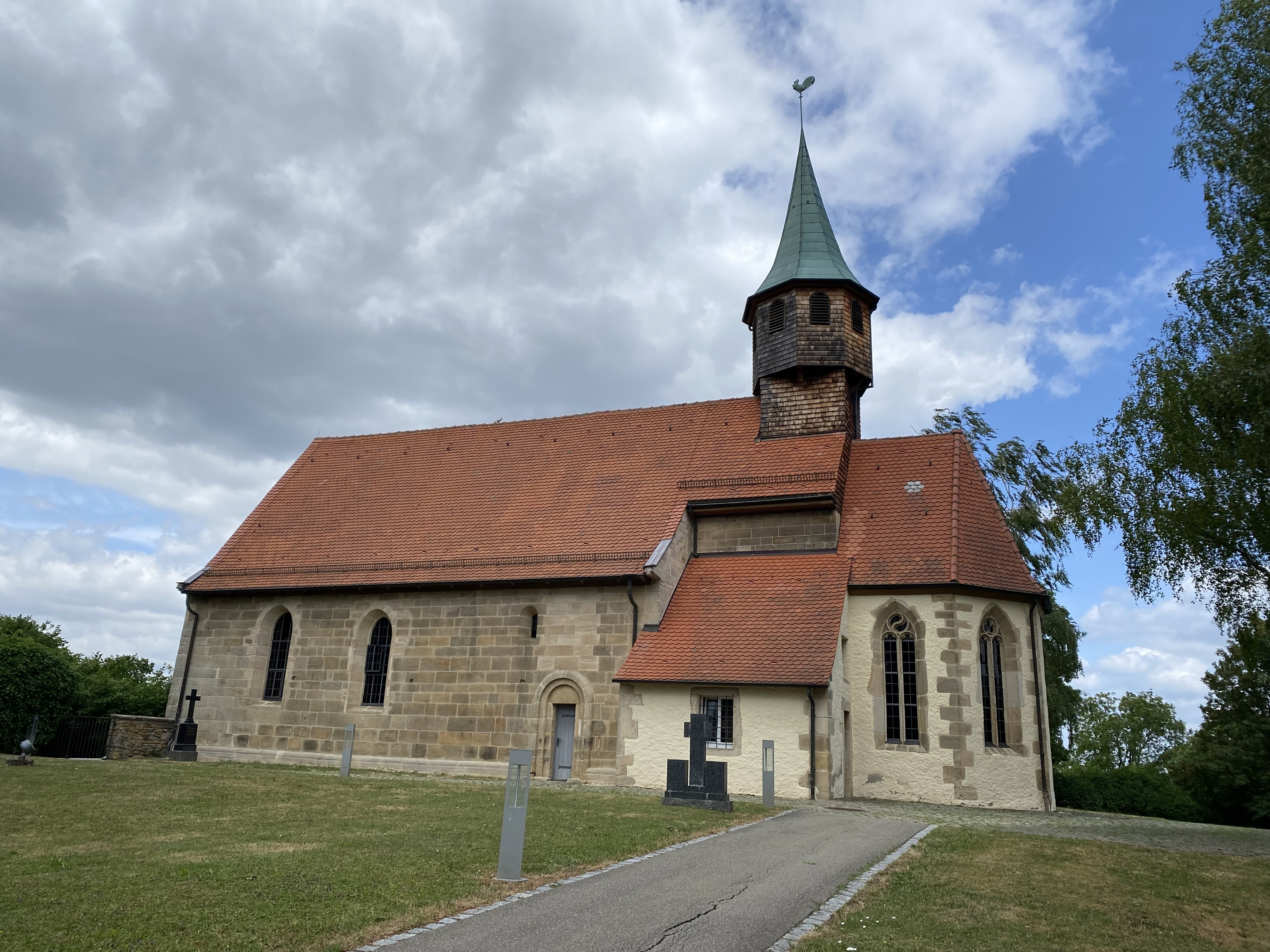
Belsener Kapelle von 1140/1141

Die alemannische Siedlung „Messingen“ mit lockeren Gehöften bestand schon vor der Mitte des 6. Jahrhunderts. Nachweise der Siedlung Belsen auf dem Kapellenberg stammen aus dem 12. Jahrhundert. Ein Grabfund des 8./9. Jahrhunderts im Vorgängerbau der berühmten um 1140/41 errichteten Belsener Kapelle könnte auf eine Siedlung in dieser Zeit hinweisen, ist aber archäologisch nicht belegbar. Talheim setzt in der ersten Hälfte des 7. Jahrhunderts, Öschingen im später 7. Jahrhundert ein.
Die Erstnennungen der Orte erfolgen in Talheim 766 und in Mössingen 774 (Lorscher Codex), in Öschingen im späten 11. Jahrhundert (Codex Hirsaugiensis) und in Belsen 1342.

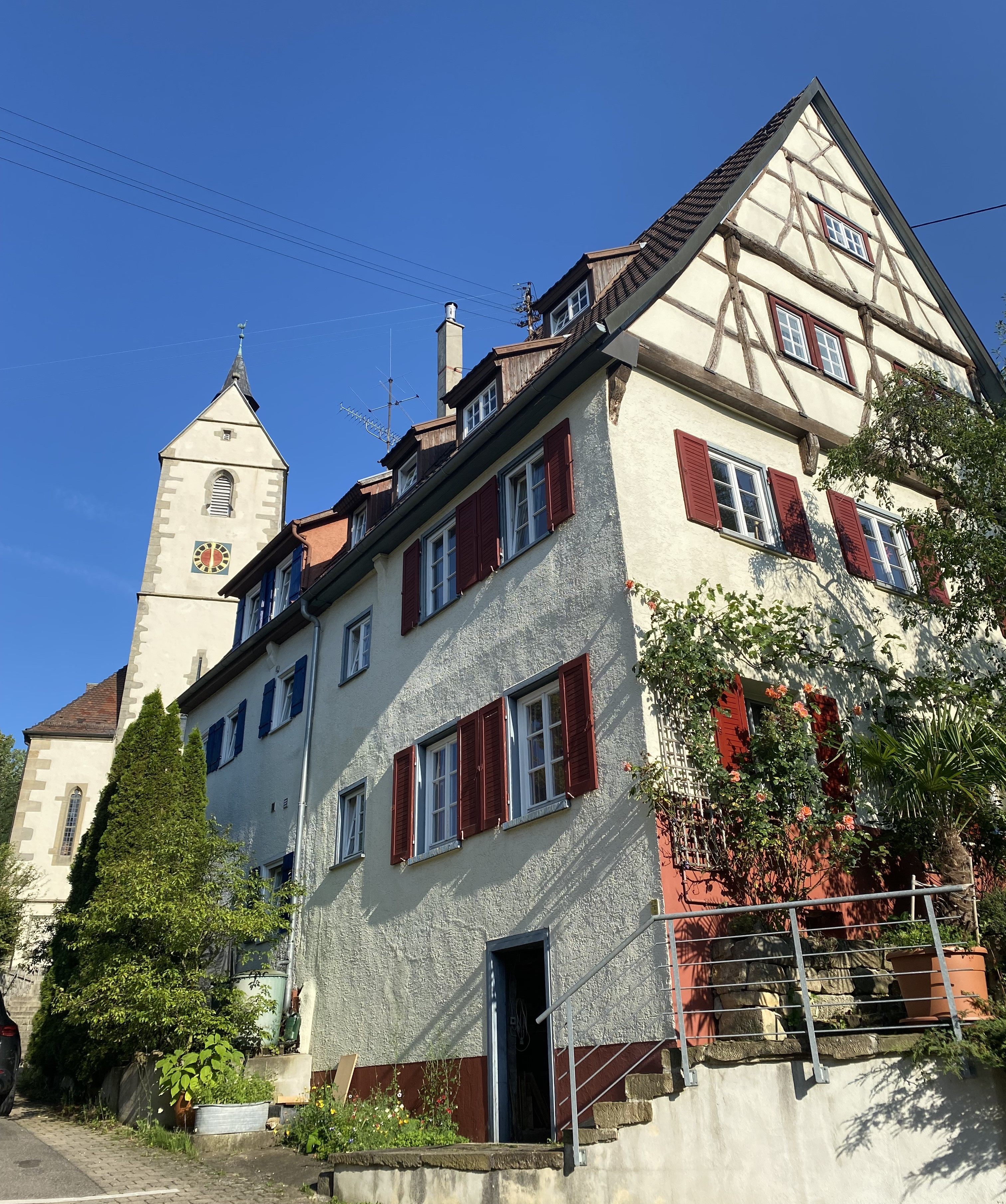
Amtshaus Mössingen von 1467

Im Hochmittelalter stand Mössingen unter dem Einfluss der Grafen von Zollern. Als der hochverschuldete Graf Friedrich der Öttinger 1414 Mössingen an Württemberg verpfändete, geschah dies noch mit einem Wiederkaufsrecht. Dazu sollte es aber nicht mehr kommen, denn 1429/1441 gingen Mössingen, Öschingen und Belsen endgültig an Württemberg über. Nachfolgend mussten neue Grenzverläufe festgesetzt werden. So trennte der Tannbach, ein Zufluss der Steinlach bei Ofterdingen, fortan Zollern und Württemberg voneinander.

### Frühe Neuzeit

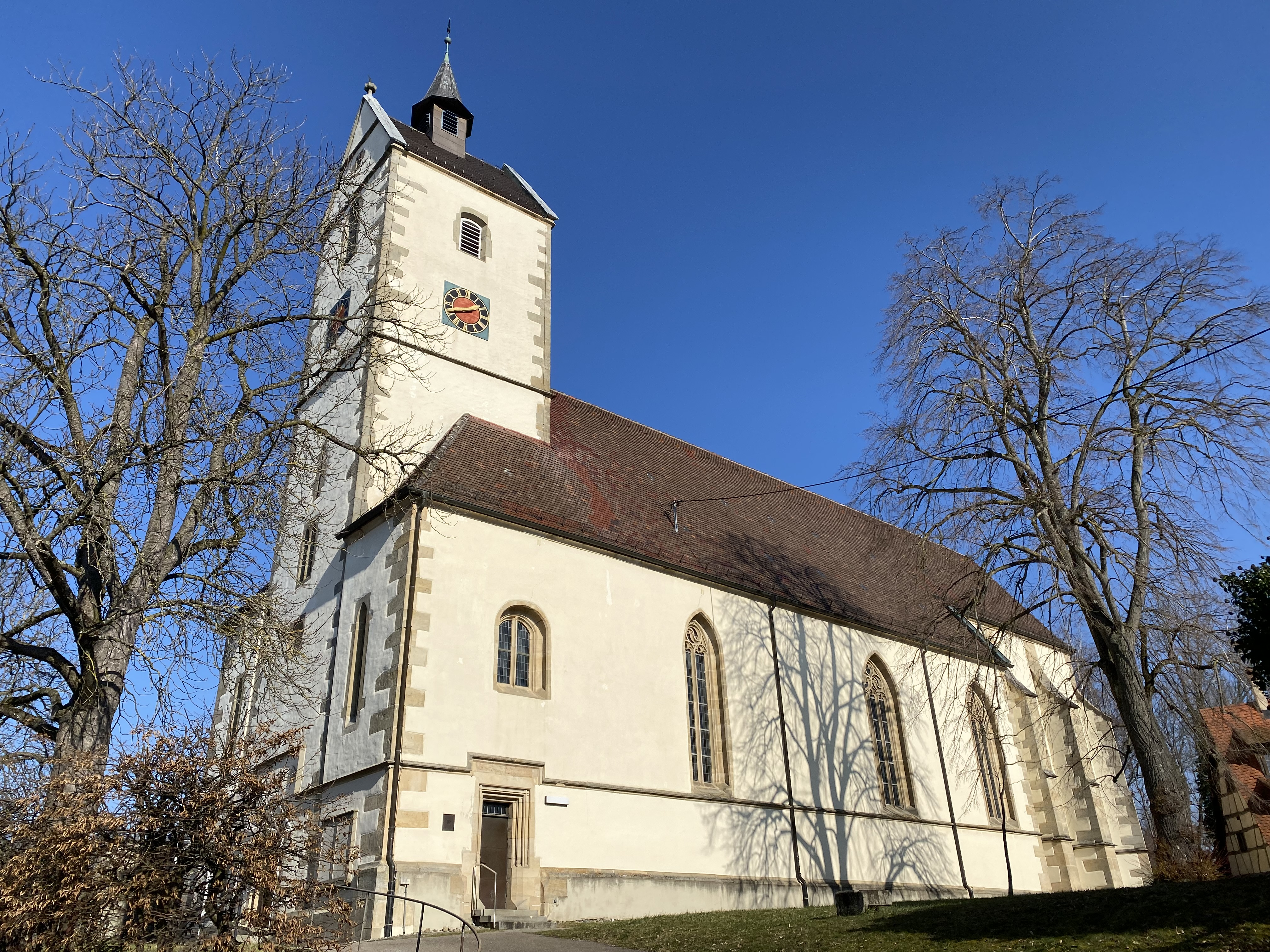
Spätgotische Peter- und Pauls-Kirche, 1527

Im 16. Jahrhundert entstanden eine Reihe repräsentativer Bauten im Mössinger Ortskern. Die 1517–1527 erbaute Peter- und Paulskirche ersetzte den Vorgängerbau, Teile des alten Turms wurden dabei integriert. Die Fertigstellung des benachbarten Pfarrhauses erfolgte 1529. 

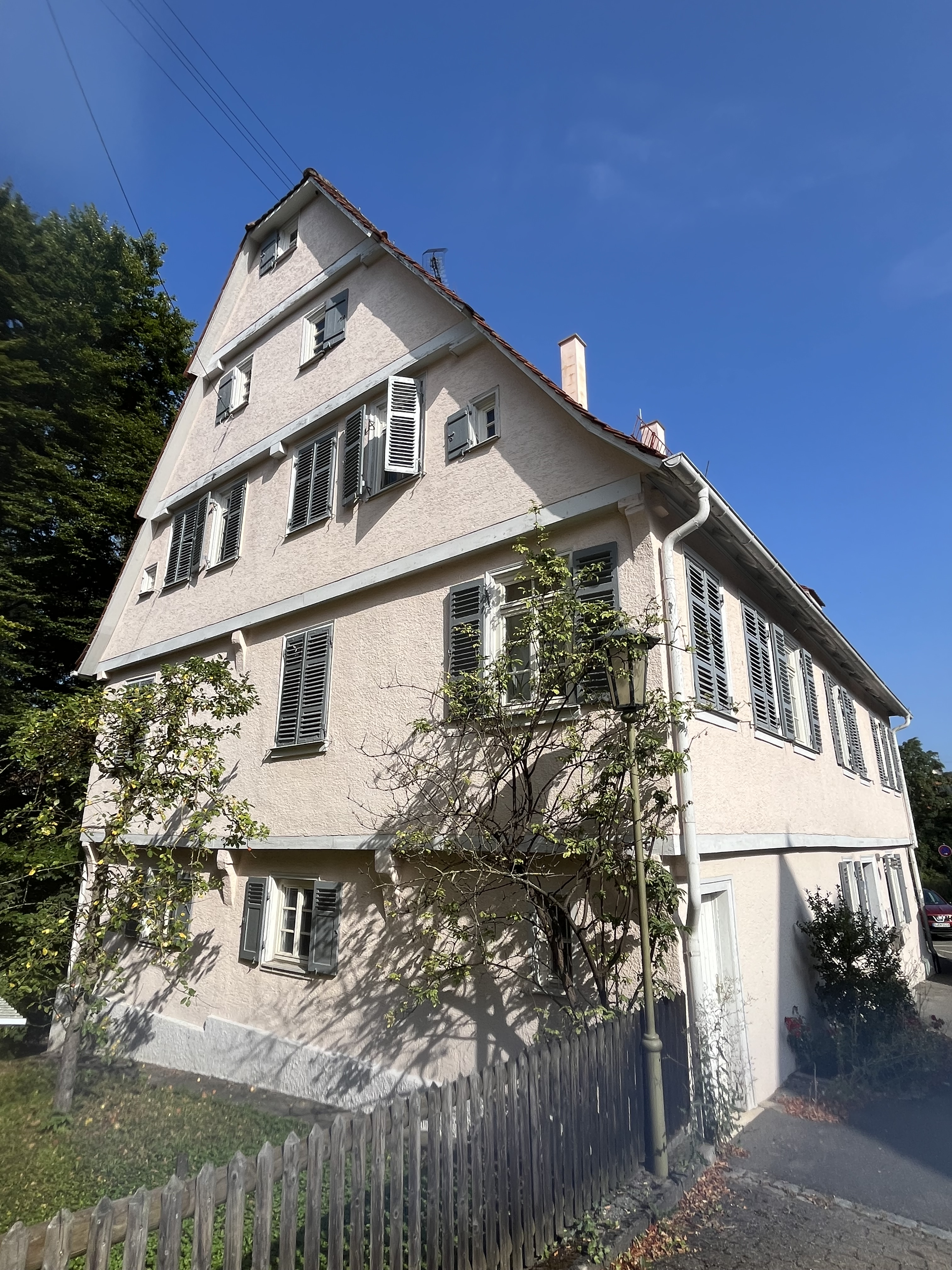
Pfarrhaus Mössingen von 1529

 Mit der Reformation 1534 in Württemberg wurde Mössingen evangelisch. Das Alte Rathaus entstand 1567, wo zu dieser Zeit der Schultheiß Peter Ayen zuständig war, in Belsen der Schultheiß Martin Steinhilber. Auf die zentralörtliche Bedeutung Mössingens im Amt Tübingen deutet bis heute das 1467 erbaute Amtshaus hin. 1597 wurde der Amtmann Martin Haag genannt. Das örtliche Dorfgericht, vor dem Streitfälle der Dorfgemeinde verhandelt wurden, war auch für benachbarte Gemeinden zuständig. Auch zum Handel kamen die Einwohner aus umliegenden Orten, zumal Anfang des 18. Jahrhunderts „der Flecke Mößingen nunmehr befugt [war], alle Jahr den Dienstag nach Michaelis [29. September], einen Jahr-, Roß- und Viehmarkt zu celebrieren“.

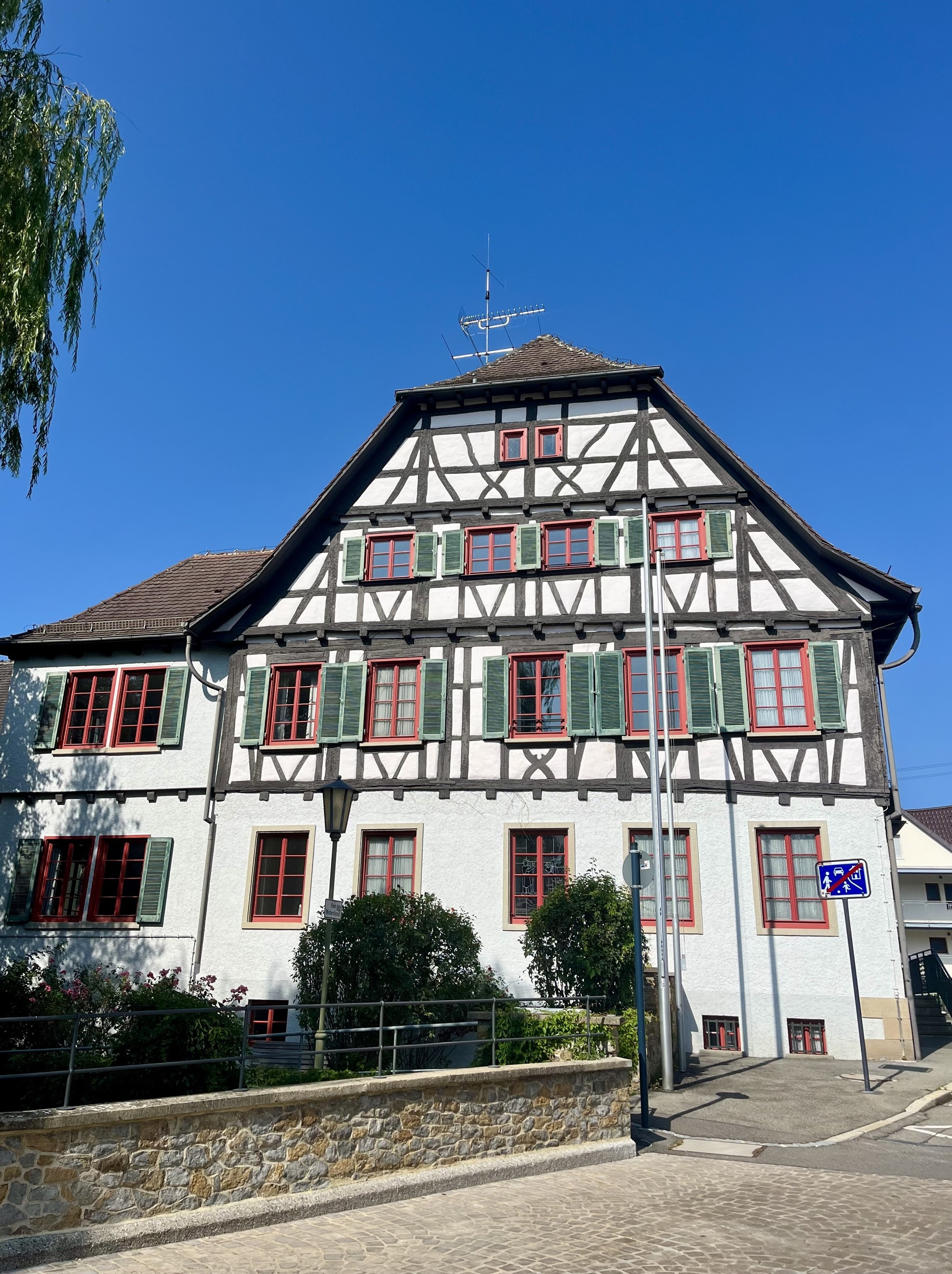
Altes Rathaus Mössingen von 1567

### Zubrot im Handwerk und Auswanderung
Noch Anfang des 17. Jahrhunderts galt Mössingen als vermögend. Als sich nach dem Dreißigjährigen Krieg bis Ende des 18. Jahrhunderts die Bevölkerung verdreifachte, wurde die Versorgung der Einwohner immer schwieriger. Auch die geltende Realteilung, bei der der Familienbesitz unter den Kindern aufgeteilt wurde, führte zu starker Güterzersplitterung und Verarmung. Um mehr Ackerland zu gewinnen, wurden Brachflächen umgenutzt. Die Einwohner suchten sich neue Verdienstmöglichkeiten in der Leinenweberei oder in der Rechen- und Gabelmacherei, einem speziellen Mössinger Handwerk. Zwischen 1829 und 1866 waren knapp 50 dieser Handwerker steuerlich registriert.
Auch der Obstanbau gewann an Bedeutung, aus dem sich die Branntweinbrennerei als lukratives Gewerbe entwickelte. Um 1800 existierten in Mössingen und Belsen über 300 Brennereien. Auch als der Absatz an Branntwein zurückging, blieb der örtliche Obstbau bedeutend. Ab 1847 gab die Gemeinde Allmandteile an Bürger mit der Auflage aus, auf den Grundstücken Obstbäume zu pflanzen. Ende des 19. Jahrhunderts wird der Mössinger Obstbau als „der bedeutendste im Bezirk“ bezeichnet. Die Streuobstwiesen um Mössingen sind bis heute prägend.
Doch die Existenzmöglichkeiten reichten nicht für alle. Viele Einwohner suchten ihr Glück deshalb in der Ferne. Mössingen war Spitzenreiter in der württembergischen Auswanderung. Zwischen 1782 und 1785 wanderten 19 Familien mit 109 Personen nach Preußisch-Polen aus. Von 1804 bis 1842 verließen weitere 71 Mössinger Familien ihre Heimat in Richtung russische Schwarzmeerregion, Polen und Kaukasus. Und zwischen 1871 und 1895 wanderten 30 % der Bewohner in Richtung Nordamerika aus.

### Sebastiansweiler, 1790
1790 entstand an der Schweizer Chaussee (heute B 27) der Filialort Sebastiansweiler, benannt nach dem Belsener Sebastian Streib, der an der prominenten Fernstraße den Gasthof „Zur Sonne“ erbaute. Als der Tübinger Mediziner Johann Heinrich Ferdinand Autenrieth die Wirkung der Schwefelquelle des ehemaligen mittelalterlichen Butzenbades wiederentdeckt hatte, kaufte er sie 1829 und ließ sie fassen. Im Gasthaus „Sonne“ wurde ein kleiner Badebetrieb eröffnet, der sich zum beliebten Kurbetrieb mit weitläufigem Parkgelände entwickelte. 1924 wurde die Basler Mission neuer Eigentümer, die die Anlage zum Erholungsheim für Missionare ausbaute. Mit der Anerkennung als Heilbad erlangte der Ort 1933 schließlich die Bezeichnung Bad Sebastiansweiler. Heute betreibt dort die Evangelische Heimstiftung ein modernes Zentrum für Rehabilitation, Pflege und Therapie.

### Eisenbahn und Industrialisierung
Mit dem Anschluss an das württembergische Eisenbahnnetz 1869 erfuhr Mössingen einen Industrialisierungsschub. 1871 gründete hier die Bönnigheimer Nähgarnspinnerei Amann & Söhne einen Filialbetrieb. Als Amann 1920 schloss, wurden die Fabrikgebäude fünf Jahre später von der Trikotagefabrik Merz aus Tailfingen übernommen. Ebenfalls Anfang der 1870er-Jahre begann Johann Georg Hummel den Betrieb einer Mechanischen Buntweberei, die 1895 von Ungerer und Dietrich, 1904 von Bernheim & Söhne weitergeführt wurde. 1919 kauften die Stuttgarter Brüder Artur und Felix Löwenstein den Betrieb und begründeten die Firma Pausa. Neben der Buntweberei legten sie den Schwerpunkt auf den Stoffdruck. Die kreative Zusammenarbeit mit Künstlern und Entwerfern aus den Wiener Werkstätten, dem Werkbund und dem Bauhaus brachte der Firma internationalen Erfolg. Als 1901 eine Niederlassung der Pfullinger Weberei Burkhardt gegründet wurde, waren allein in den drei großen Textilfabriken 439 Beschäftigte tätig.

### Modernisierungen

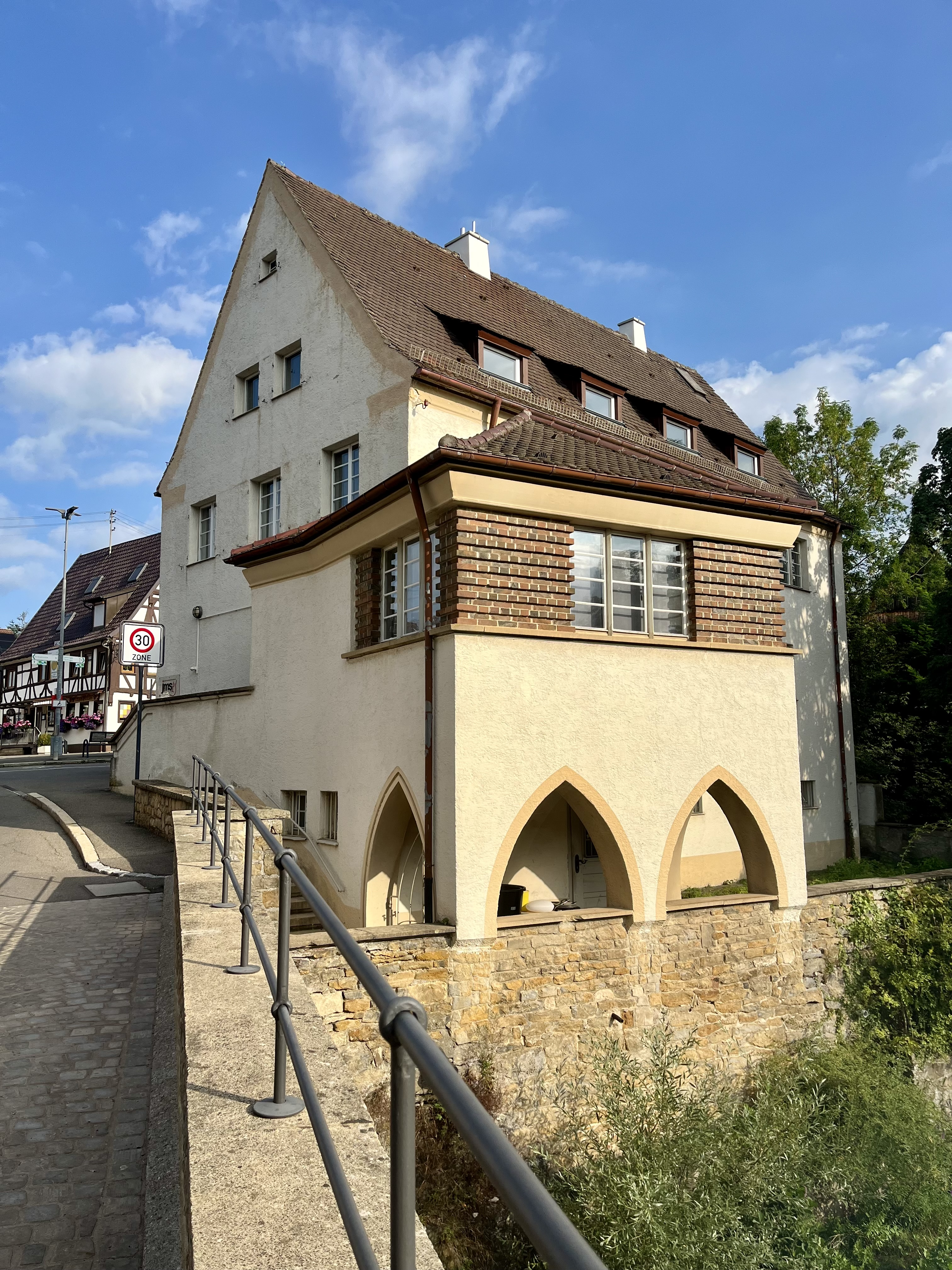
Gemeindebad von 1928

Bereits vor dem Ersten Weltkrieg ging aus der „Fleckenmühle“ am Fritzenrain die erste Stromerzeugung hervor. Als die Nachfrage nach Strom immer mehr anstieg, wurde die Mühle an die Gemeinde verkauft und 1910 das Gemeinde-Elektrizitäts-Werk gegründet. Für die Wasserversorgung, die sich bislang auf Brunnen beschränkt hatte, wurde zusammen mit den Orten Dußlingen, Nehren und Ofterdingen 1919 der Zweckverband Steinlach-Gruppe gegründet. Das Wassernetz, das von einer starken Quelle bei der Unteren Mössinger Mühle gespeist wurde, bekam drei Hochbehälter und ein Pumpwerk. Kurze Zeit später wurde im Ort eine Kanalisation erbaut. Als öffentliches Badegebäude entstand 1928 das Gemeindebad in der oberen Falltorstraße mit dem Angebot an Wannen- und Brausebädern.
Seit 1882 brachte bereits der Buchdrucker Brodbeck in der Sulzgasse eine örtliche Zeitung heraus. Die Steinlach-Zeitung, die über regionale und überregionale Ereignisse berichtete, erschien ab 1902 als Tageszeitung und erweiterte ihr Verbreitungsgebiet bis auf die Alb. Unter verschiedenen Herausgebern existierte sie bis 1938, ehe sie von den Nationalsozialisten gleichgeschaltet wurde.

### Linkes Arbeiter- und Bauerndorf
Die Industrie brachte keinen Wohlstand. Die Textilbetriebe zahlten niedrige Löhne und beschäftigten überwiegend Frauen. Viele Männer pendelten zur besser bezahlten Lohnarbeit nach Hechingen oder Reutlingen. Die Handwerker im Dorf wirtschafteten häufig im Ein-Mann-Betrieb und nach der Arbeit ging es als sogenannter „Mondscheinbauer“ in die Nebenerwerbslandwirtschaft. In den bescheidenen Lebensverhältnissen wählten vor dem Ersten Weltkrieg 42 % der Mössinger SPD. In der Weimarer Republik erzielte die KPD etwa 25 % der Wählerstimmen bei den Reichstagswahlen. Die drei Arbeitervereine (Turner, Radfahrer und Sänger) prägten eine linke Arbeiterkultur rund um die 1925 in Eigenleistung erbaute Turnhalle in der Langen Gasse.

### Mössinger Generalstreik / NS-Zeit
Die Turnhalle war am 31. Januar 1933 der Ausgangspunkt für den Mössinger Generalstreik gegen die am Vortag erfolgte Machtübernahme Hitlers. Die KPD hatte reichsweit zum Streik aufgerufen, doch es blieb weitestgehend ruhig. In Mössingen demonstrierten dagegen 800 Personen und wollten die drei großen Textilfabriken lahmlegen. In der Firma Pausa stimmten die Arbeiter für den Streik. Die jüdischen Firmeneigentümer Löwenstein gaben den Beschäftigten frei und unterstützten die Aktion. Im zweiten Betrieb, der Trikotagefabrik Merz, in den die Streikenden eindrangen und zur Teilnahme aufforderten, alarmierte der Unternehmer Merz die Polizei. Bei der Buntweberei Burkhardt standen die Streikenden schließlich vor verschlossenen Türen. Beim Rückmarsch in den Ort wurde der Streikzug von Reutlinger Polizei aufgelöst. 80 Personen wurden wegen Hochverrats und Landfriedensbruch zu Strafen von drei Monaten bis viereinhalb Jahren verurteilt. Das NS-Regime gewann weiter an Macht. 1936 wurde die von den jüdischen Gebrüdern Artur und Felix Löwenstein geführte Pausa „arisiert“. Die Familien Löwenstein flohen ins Ausland.

### Nachkriegszeit und Aufschwung
Nach dem Zweiten Weltkrieg wuchs das 4500 Einwohner zählende Mössingen durch den Zuzug von knapp 900 Flüchtlingen und Vertriebenen sprunghaft an. Neue Wohngebiete wie etwa das ab 1960 gebaute Bästenhardt entstanden. 1952 öffnete das heute noch bestehende Kino „Lichtspiele“ seine Türen. Auch die Textilwirtschaft boomte. Neben den Firmen Merz, Pausa und Burkhardt produzierten ab 1938 die Firma Mehl Frottierwaren, die Firma Wagner in Belsen Sportbekleidung und ab 1946 die in Öschingen gegründete und ab 1959 in Mössingen ansässige Firma Merk Hemden und Berufsbekleidung. Vor allem die Firma Pausa mit dem Verkaufsprodukt an modernen Dekorationsstoffen stand für die „goldenen Fünfziger“. Der seit Mitte der 1930er-Jahre als künstlerischer Leiter tätige Willy Häussler wurde 1948 der neue Firmenchef. Seine Verbindungen zu erstklassigen Künstlern und Entwerfern wie Willi Baumeister, HAP Grieshaber, Elsbeth Kupferoth, Walter Matysiak und Leo Wollner ließen die Firma an die Erfolge der Löwenstein-Ära anknüpfen. Auch Talente wie Andreas Felger, der als 14-jähriger Lehrling zur Pausa kam, wurden von ihm entdeckt und gefördert. Den Firmenneubau, das heutige Pausa-Quartier, gestaltete 1951–1961 der berühmte Architekt Manfred Lehmbruck.

### Strukturwandel und Neugestaltung

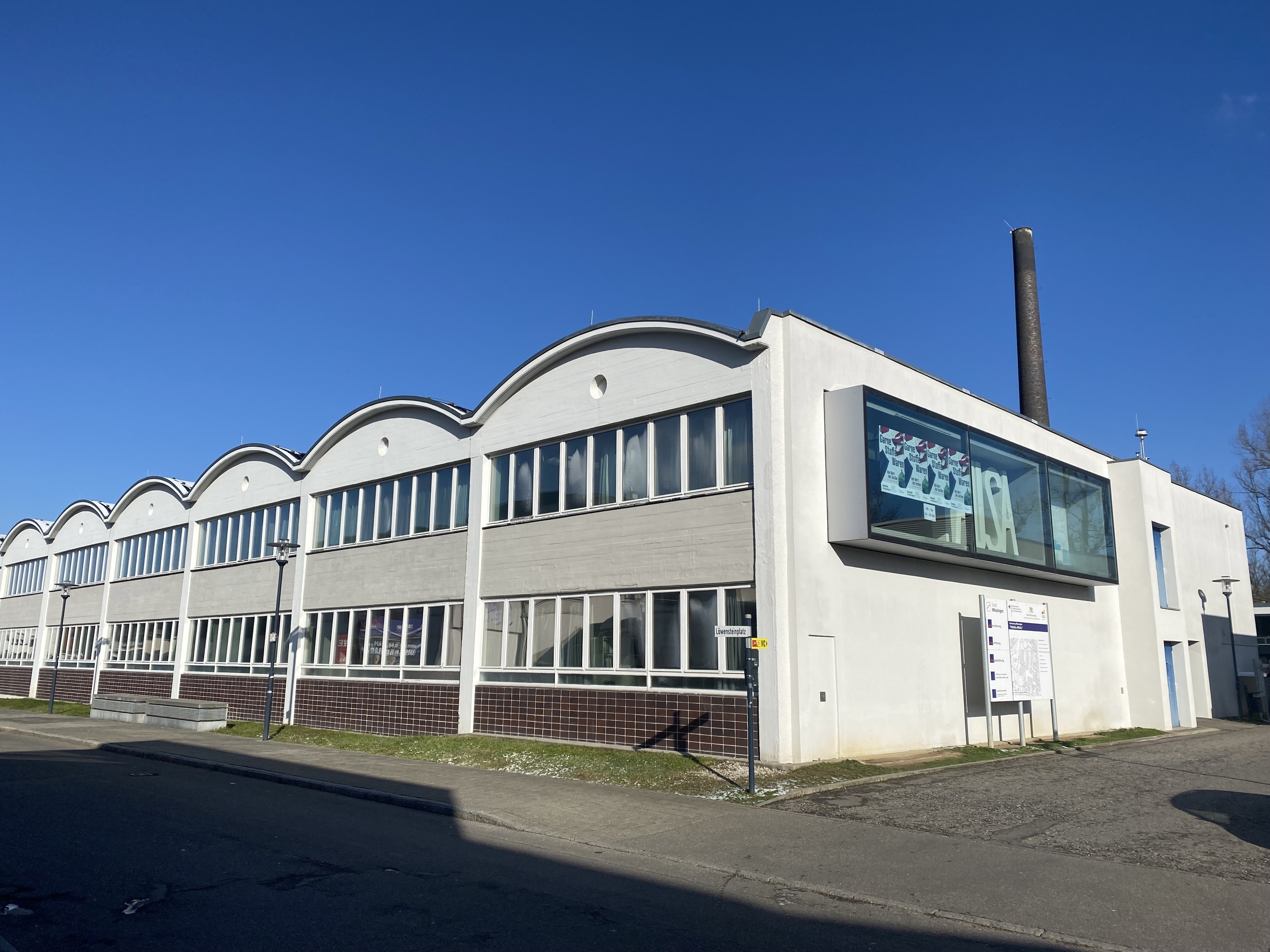
Pausa Tonnenhalle

In den 1980er-Jahren setzte der allgemeine Niedergang der Textilindustrie ein. Erste Firmen wie die Frottierweberei Mehl mussten schließen. Mit der Firma Merz – seit den 1970er-Jahren mit dem Label „Grasshoppers“ international bekannt – verschwand 1992 eines der größten Textilunternehmen am Ort. Als eine der letzten Produktionen schloss 2004 die Pausa. Damit waren Hunderte Arbeitsplätze in der Textilindustrie verloren gegangen.
Die Industriebrachen des Merz-Areals und des Pausa-Quartiers brachten Leerstände mitten in der Stadt. Auf dem ehemaligen Merz-Areal entstanden in den folgenden Jahrzehnten Wohnbebauungen, ein Gesundheitszentrum und neue Geschäftsflächen. Der Neubau der Kreissparkassen-Regionaldirektion flankiert seit 2020 den neuen Marktplatz an der Ecke Falltor-/Bahnhofstraße.

## Religion

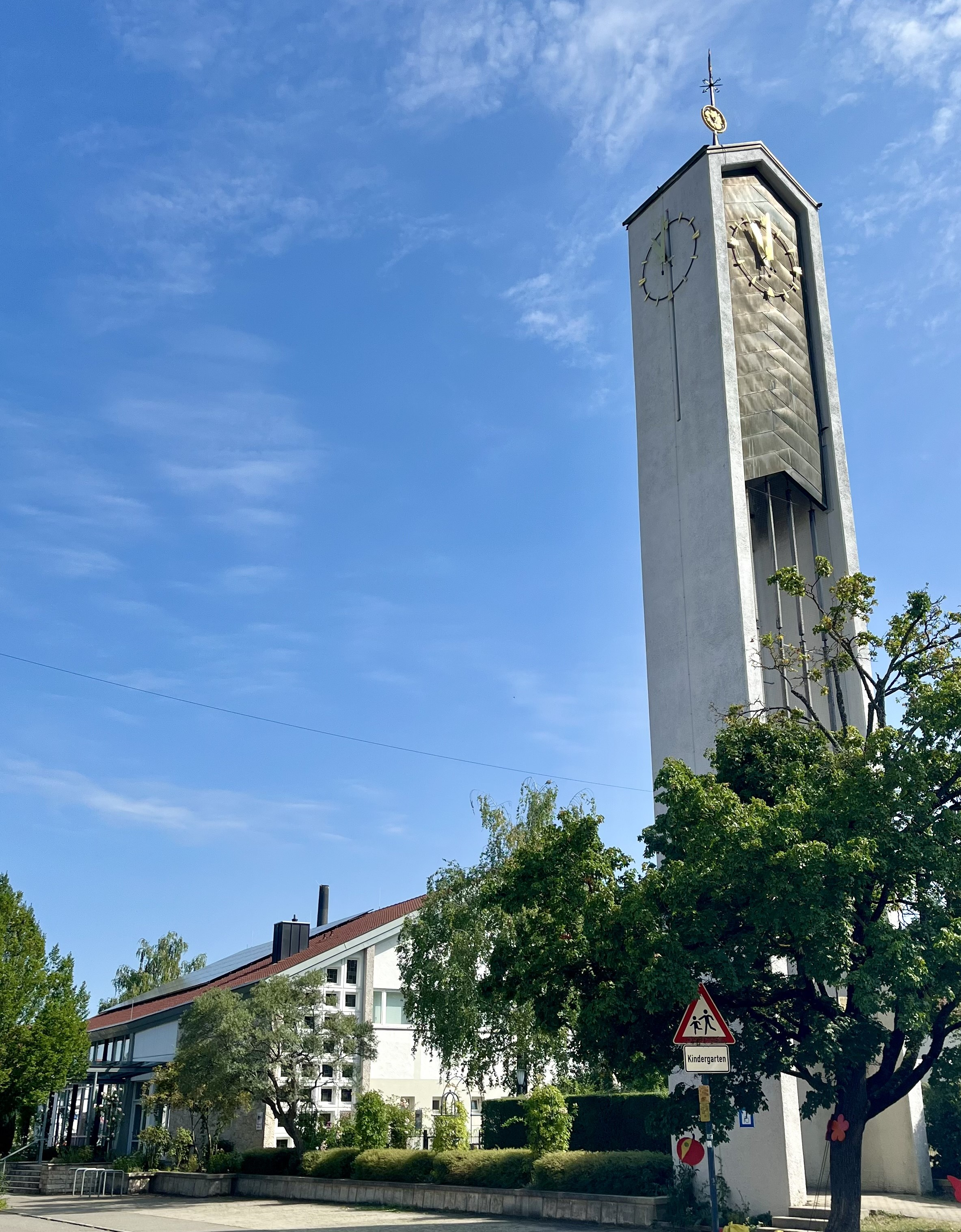
Martin-Luther-Kirche Mössingen

Seit der Reformation ist Mössingen evangelisch. Die aktuell bestehenden Kirchengemeinden Peter und Paul, Martin Luther und Johannes gehören der Evangelischen Landeskirche in Württemberg an. Des Weiteren gibt es im Ort eine Gemeinschaft evangelischer Pietisten sowie die Evangelisch-methodistische Christuskirche.
Die römisch-katholische Kirche befindet sich in der Diaspora. Die Anzahl katholischer Christen vergrößerte sich mit dem Zuzug durch Heimatvertriebene und Gastarbeiter aus katholischen Regionen. Die Vergrößerung der katholischen Kirchengemeinde machte einen Kirchenneubau im neuen Stadtzentrum notwendig. Die alte Kirche Auf Dachtel wurde abgerissen.
Die Neuapostolische Kirche ist in Mössingen mit einer eigenen Kirche vertreten. Ein Königreichssaal der Zeugen Jehovas befindet sich im Industriegebiet Schlattwiesen. Muslime besuchen zum Freitagsgebet die Ensar-Camii-Moschee in der Karl-Jaggy-Straße.

## Politik

### Regionalverband und Verwaltungsgemeinschaft
Die Geschäftsstelle des Regionalverbands Neckar-Alb befindet sich seit dem 1. November 1992 in Mössingen, nachdem sie ihren Sitz zuvor in Tübingen hatte. Verbandsvorsitzender ist Eugen Höschele (Bürgermeister a. D.).
Es besteht eine vereinbarte Verwaltungsgemeinschaft der Stadt Mössingen mit den Gemeinden Bodelshausen und Ofterdingen.

### Unterzentrum
Im Regionalplan ist Mössingen als Unterzentrum ausgewiesen und gehört zum Mittelbereich Tübingen. Mössingen führt zusätzlich, wie die Stadt Pfullingen, Entlastungs- und Ergänzungsfunktionen auf der Stufe eines Mittelzentrums.

### Gemeinderat
In Mössingen wurde der Gemeinderat bis 2019 nach dem Verfahren der unechten Teilortswahl gewählt. Dabei konnte sich die Zahl der Gemeinderäte durch Überhangmandate verändern. Ab 2024 besteht der Gemeinderat aus den 26 gewählten ehrenamtlichen Gemeinderäten und dem Bürgermeister als Vorsitzendem. Der Bürgermeister ist im Gemeinderat stimmberechtigt.
Die Kommunalwahl am 9. Juni 2024 führte zu folgendem vorläufigen Endergebnis.
| Parteien und Wählergemeinschaften | Parteien und Wählergemeinschaften           | % 2024  | Sitze 2024 | % 2019 | Sitze 2019 | Kommunalwahl 2024 %50403020100 48,58 %16,04 %16,08 %11,22 %6,36 %n. k. % FWCDUSPDGrüneLinkeUBGewinne und Verlusteim Vergleich zu 2019 %p 18 16 14 12 10 8 6 4 2 0 −2 −4 −6 −8−10−12+17,48 %p−6,06 %p−2,42 %p−2,68 %p+2,16 %p−10,2 %pFWCDUSPDGrüneLinkeUB |
| FWV                               | Freie Wählervereinigung Mössingen           | 48,58   | 13         | 31,1   | 9          | Kommunalwahl 2024 %50403020100 48,58 %16,04 %16,08 %11,22 %6,36 %n. k. % FWCDUSPDGrüneLinkeUBGewinne und Verlusteim Vergleich zu 2019 %p 18 16 14 12 10 8 6 4 2 0 −2 −4 −6 −8−10−12+17,48 %p−6,06 %p−2,42 %p−2,68 %p+2,16 %p−10,2 %pFWCDUSPDGrüneLinkeUB |
| CDU                               | Christlich Demokratische Union Deutschlands | 16,64   | 4          | 22,1   | 7          | Kommunalwahl 2024 %50403020100 48,58 %16,04 %16,08 %11,22 %6,36 %n. k. % FWCDUSPDGrüneLinkeUBGewinne und Verlusteim Vergleich zu 2019 %p 18 16 14 12 10 8 6 4 2 0 −2 −4 −6 −8−10−12+17,48 %p−6,06 %p−2,42 %p−2,68 %p+2,16 %p−10,2 %pFWCDUSPDGrüneLinkeUB |
| SPD                               | Sozialdemokratische Partei Deutschlands     | 16,08   | 4          | 18,5   | 6          | Kommunalwahl 2024 %50403020100 48,58 %16,04 %16,08 %11,22 %6,36 %n. k. % FWCDUSPDGrüneLinkeUBGewinne und Verlusteim Vergleich zu 2019 %p 18 16 14 12 10 8 6 4 2 0 −2 −4 −6 −8−10−12+17,48 %p−6,06 %p−2,42 %p−2,68 %p+2,16 %p−10,2 %pFWCDUSPDGrüneLinkeUB |
| GRÜNE                             | Bündnis 90/Die Grünen                       | 27,43   | 3          | 13,9   | 4          | Kommunalwahl 2024 %50403020100 48,58 %16,04 %16,08 %11,22 %6,36 %n. k. % FWCDUSPDGrüneLinkeUBGewinne und Verlusteim Vergleich zu 2019 %p 18 16 14 12 10 8 6 4 2 0 −2 −4 −6 −8−10−12+17,48 %p−6,06 %p−2,42 %p−2,68 %p+2,16 %p−10,2 %pFWCDUSPDGrüneLinkeUB |
| LiSt                              | Linke im Steinlachtal                       | 6,36    | 2          | 4,2    | 1          | Kommunalwahl 2024 %50403020100 48,58 %16,04 %16,08 %11,22 %6,36 %n. k. % FWCDUSPDGrüneLinkeUBGewinne und Verlusteim Vergleich zu 2019 %p 18 16 14 12 10 8 6 4 2 0 −2 −4 −6 −8−10−12+17,48 %p−6,06 %p−2,42 %p−2,68 %p+2,16 %p−10,2 %pFWCDUSPDGrüneLinkeUB |
| UB                                | Unabhängige Bürger                          | –       | –          | 10,2   | 3          | Kommunalwahl 2024 %50403020100 48,58 %16,04 %16,08 %11,22 %6,36 %n. k. % FWCDUSPDGrüneLinkeUBGewinne und Verlusteim Vergleich zu 2019 %p 18 16 14 12 10 8 6 4 2 0 −2 −4 −6 −8−10−12+17,48 %p−6,06 %p−2,42 %p−2,68 %p+2,16 %p−10,2 %pFWCDUSPDGrüneLinkeUB |
| gesamt                            | gesamt                                      | 100,0   | 26         | 100,0  | 30         | Kommunalwahl 2024 %50403020100 48,58 %16,04 %16,08 %11,22 %6,36 %n. k. % FWCDUSPDGrüneLinkeUBGewinne und Verlusteim Vergleich zu 2019 %p 18 16 14 12 10 8 6 4 2 0 −2 −4 −6 −8−10−12+17,48 %p−6,06 %p−2,42 %p−2,68 %p+2,16 %p−10,2 %pFWCDUSPDGrüneLinkeUB |
| Wahlbeteiligung                   | Wahlbeteiligung                             | 58,72 % | 58,72 %    | 54,4 % | 54,4 %     | Kommunalwahl 2024 %50403020100 48,58 %16,04 %16,08 %11,22 %6,36 %n. k. % FWCDUSPDGrüneLinkeUBGewinne und Verlusteim Vergleich zu 2019 %p 18 16 14 12 10 8 6 4 2 0 −2 −4 −6 −8−10−12+17,48 %p−6,06 %p−2,42 %p−2,68 %p+2,16 %p−10,2 %pFWCDUSPDGrüneLinkeUB |

### Bürgermeister und Oberbürgermeister
Seit der Erhebung zur Großen Kreisstadt (2009) trägt das Stadtoberhaupt (reguläre Wahlperiode: acht Jahre) die Amtsbezeichnung Oberbürgermeister.
- 1893–1902: Schultheiß Bauer
- 1902–1933: Karl Jaggy
- 1933–1945: Gottlieb Rühle
- 1945: Jakob Stotz
- 1945–1962: Gottlieb Rühle
- 1962–1982: Erwin Kölle
- 1982–1998: Hans Auer
- 1998–2010: Werner Fifka
- seit 1. Oktober 2010: Michael Bulander[33]

Michael Bulander wurde im Juli 2018 mit 97,16 % der Stimmen wiedergewählt.

### Wappen

Mössinger Wappen von 1952

Das Wappen wurde 1952 von der damaligen Gemeinde Mössingen eingeführt. Die Farben des Wappens schwarz-silber sollen auf die ehemalige Zugehörigkeit zur Grafschaft Zollern hinweisen. Das Wappen zeigt auf schwarzem Grund ein silbernes diagonal nach links oben verlaufendes Wellenband, das den schwarzen Wappenschild in ein rechtes oberes und ein linkes unteres Feld unterteilt. Im rechten oberen Feld befinden sich drei kleine Wappenschilde. Das linke untere Feld zeigt einen silbernen Brunnen mit geteiltem Wasserstrahl. Das Wellenband stellt die Teilung des Ortes durch die Steinlach in einen nördlichen und südlichen Teil dar. Der Brunnen weist auf die Schwefelquellen des Stadtteils Bad Sebastiansweiler hin. Die drei Wappenschilde im rechten oberen Feld sollen an den Dreifürstenstein, den Hausberg von Mössingen, erinnern. Am Dreifürstenstein stießen die Grenzen der drei Territorien Württemberg, Hohenzollern und Fürstenberg aufeinander.

### Städtepartnerschaften
- Saint-Julien-en-Genevois, Frankreich, seit dem 13. Januar 1990

## Kultur und Sehenswürdigkeiten

### Bauwerke und Sehenswürdigkeiten

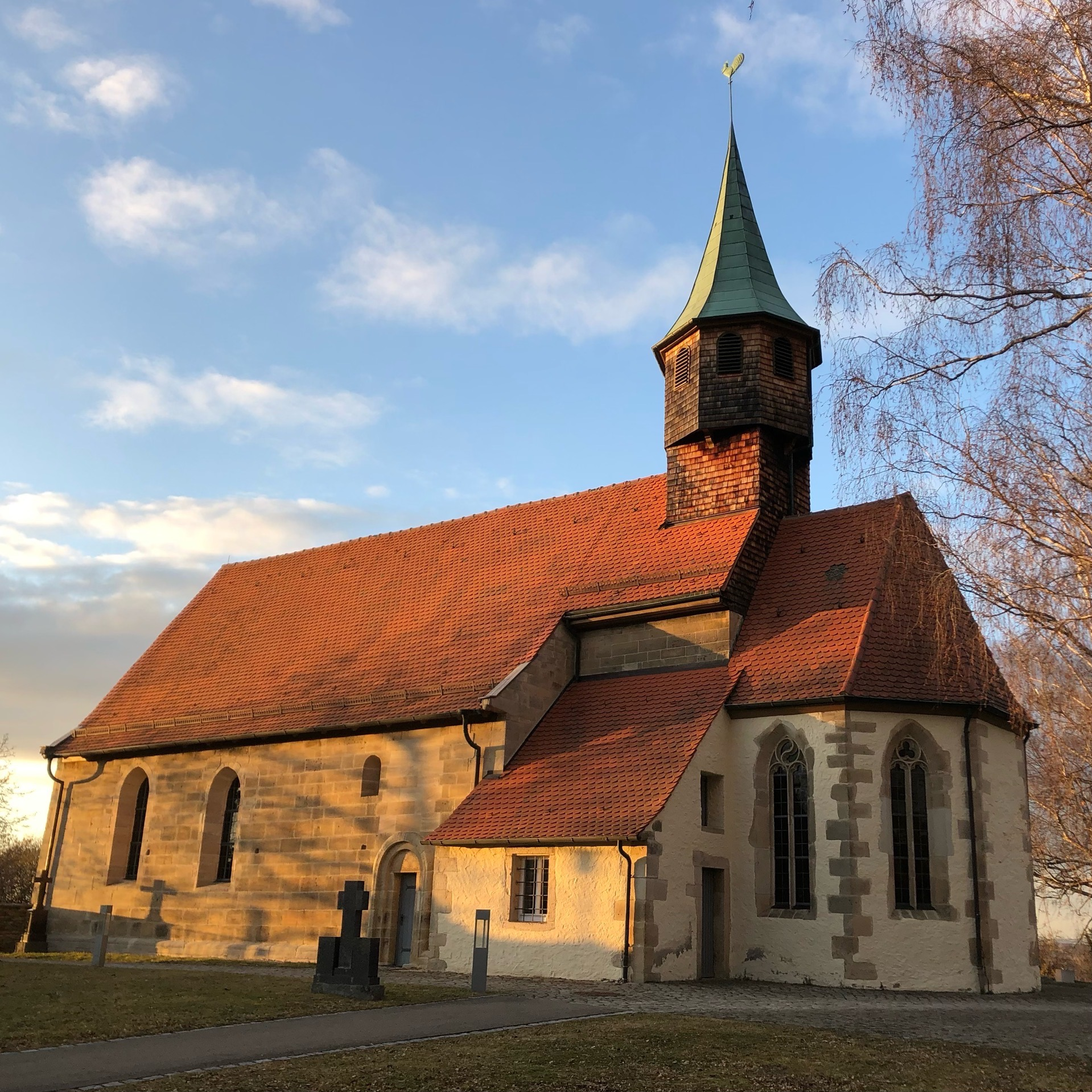
Belsener Kapelle

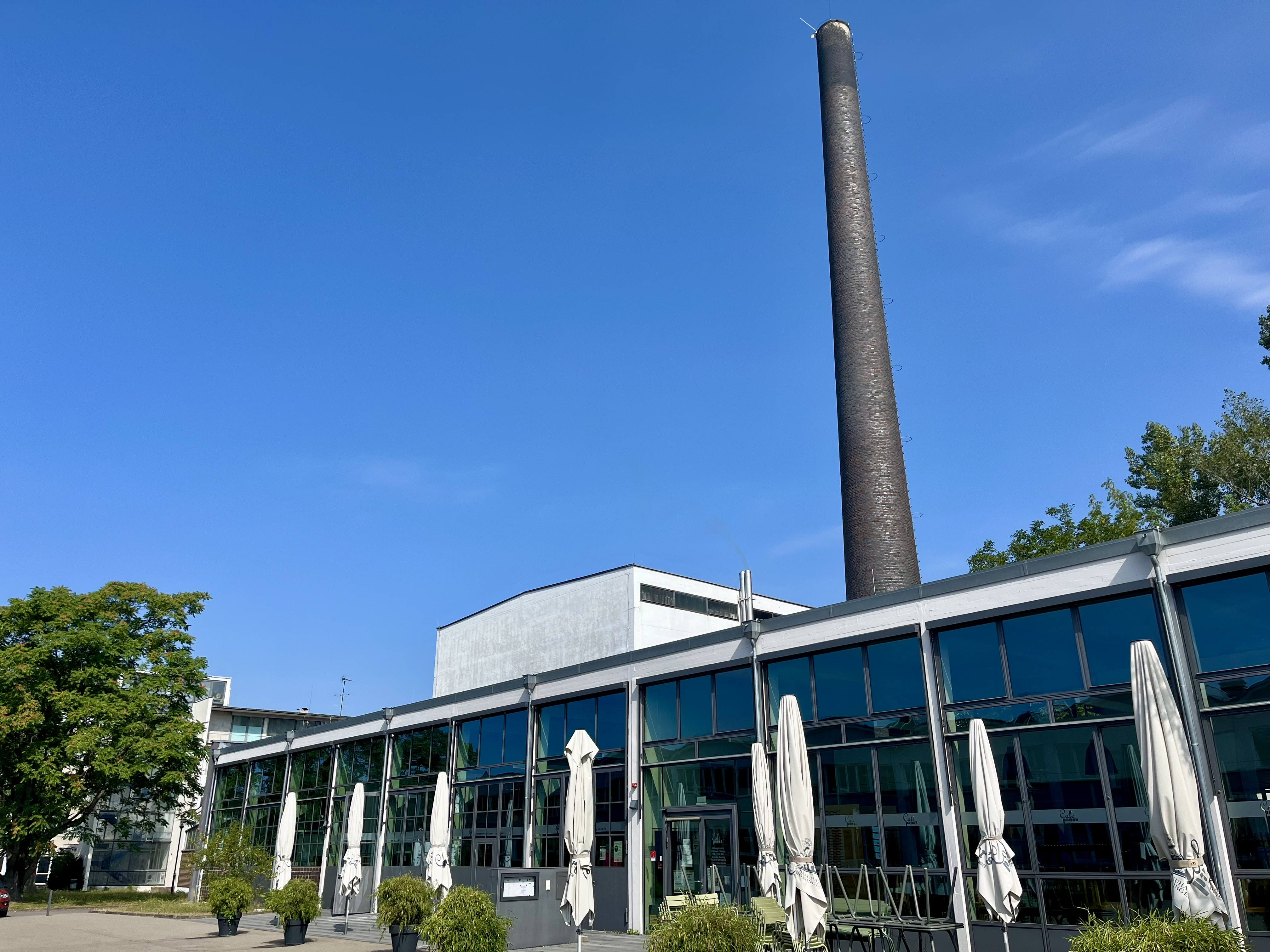
Pausa Kesselhaus und Werkstätten

- Romanische Belsener Kapelle von 1140/41
- Evangelische Peter- und Pauls-Kirche von 1527, mit Weinmar-Orgel von 1821[36]
- Evangelische Martin-Luther-Kirche von 1964 mit einem monumentalen Glasfenster von Rudolf Yelin d. J.
- Denkmalgeschützte Industriearchitektur der Textildruckfirma Pausa von Architekt Manfred Lehmbruck[37]
- Weitere Bauten von Architekt Manfred Lehmbruck: Gottlieb-Rühle-Schule von 1957 und die Friedrich-List-Gemeinschaftsschule von 1967
- Katholische Marienkirche von 1994 mit einer zweimanualigen Orgel von Fischer & Krämer
- Restaurierte Fachwerkhäuser im alten Zentrum, darunter das Alte Rathaus, die Gipsmühle und das Stoffler-Haus
- Der ursprünglich für die Pfarrkirche St. Cyriacus und Pankratius in Talheim hergestellte sogenannte Talheimer Altar gilt als der größte, prächtigste und besterhaltene Altar der Mittelaltersammlung des Landesmuseums Württemberg in Stuttgart.

### Museen
- Museum Kulturscheune in der Brunnenstraße 3/1, mit wechselnden Ausstellungen
- Ausstellungen in der Pausa Tonnenhalle / Pausa-Museum (im Aufbau)
- Rechenmacherhaus Wagner in Mössingen, Waibachstr. 15
- Historische Messerschmiede in Mössingen, Hirschgasse 13
- Holzschnitt-Museum Klaus Herzer im Öschinger Schultheißenhaus, Obergasse 1

### Erinnerungsorte

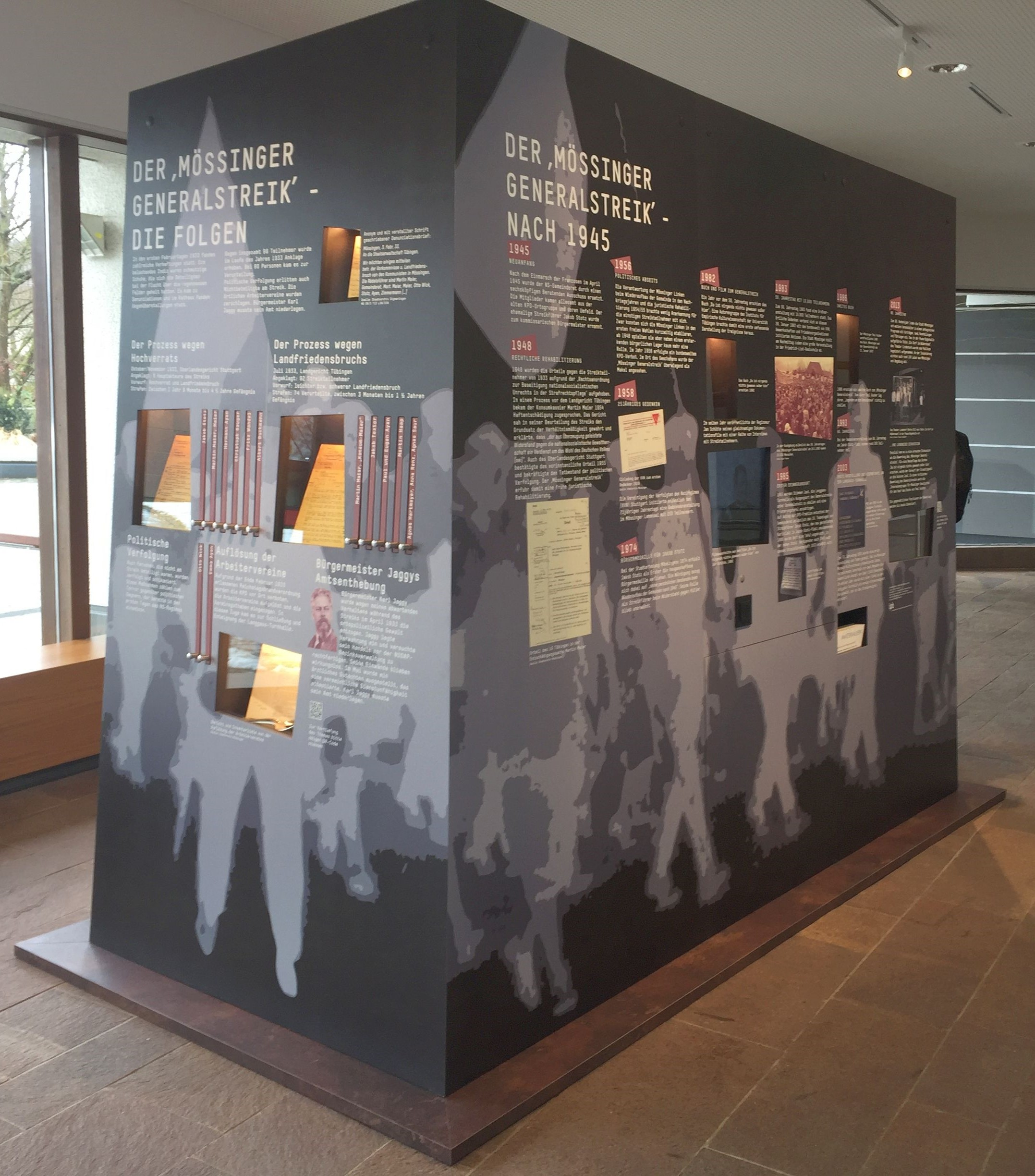
Erinnerungskubus

Seit 1985 erinnert eine Gedenktafel auf dem Jakob-Stotz-Platz an den kommunistischen Hitler-Gegner Jakob Stotz, der als maßgeblich Beteiligter den Mössinger Generalstreik vom 31. Januar 1933 anführte, einen der wenigen in Deutschland erfolgten Arbeiterproteste gegen die NS-Diktatur, wofür er zu mehrjähriger Haft verurteilt wurde, diese aber überlebte und nach 1945 am demokratischen Neuaufbau im Ort mitwirkte. Des Weiteren erinnert seit 2003 an der Langgass-Turnhalle eine Gedenktafel an den Mössinger Generalstreik. Seit Januar 2021 präsentiert die Stadt Mössingen im Rathausfoyer eine Dauerausstellung zum Thema in einem kompakten Erinnerungskubus.

### Freizeit
Der NABU unterhält in Mössingen bei der Ziegelhütte ein für Besucher zugängliches Vogelschutzzentrum. Hier werden jährlich Hunderte verletzte oder kranke (Jung)Vögel und Fledermäuse behandelt.

### Musik

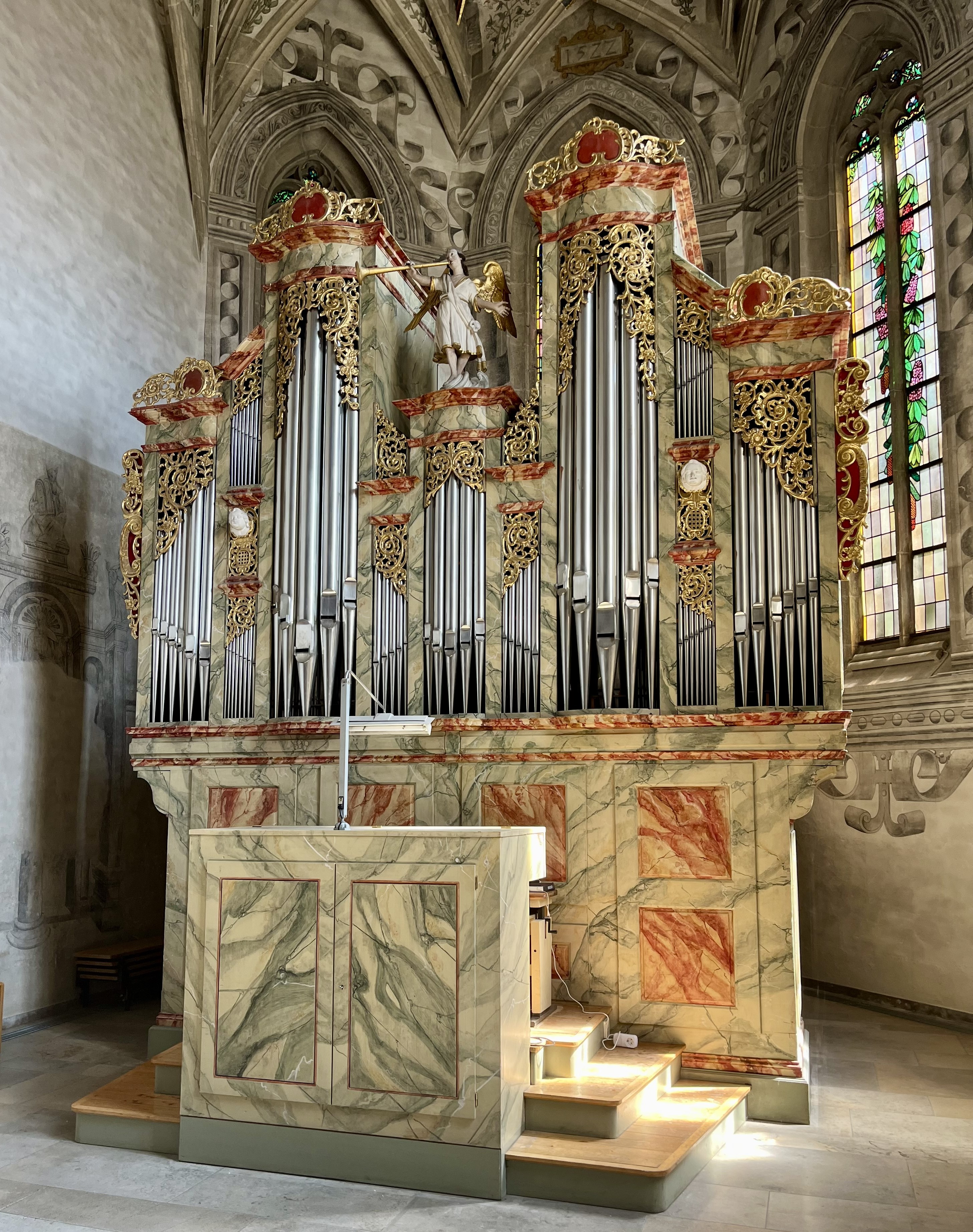
Weimer-Orgel in der Peter- und Pauls-Kirche

Aufführungsort der „Geistlichen Konzerte“ sind die drei evangelischen Kirchen in Mössingen und die katholische Marienkirche. Die Konzerte möchten das Evangelium in der ganzen Breite der musikalischen Ausdrucksmöglichkeiten vermitteln. So erklingt alte und neue Musik in großen und kleinen Besetzungen.
Die Peter- und Paulskirche bietet eine hervorragende Akustik und eine erweiterte Weimer-Orgel von 1820. Günstige Aufstellmöglichkeiten durch einen Bühnenaufbau bietet die in Mössingen an der Durchgangsstraße Reutlingen – Hechingen gelegene Martin-Luther-Kirche. Für kleinere Besetzungen eignet sich die Johanneskirche in Bästenhardt mit ihrer musikfreundlichen Akustik. Die moderne katholische Marienkirche besitzt eine zweimanualige Orgel von Fischer & Krämer Orgelbau.

### Kino

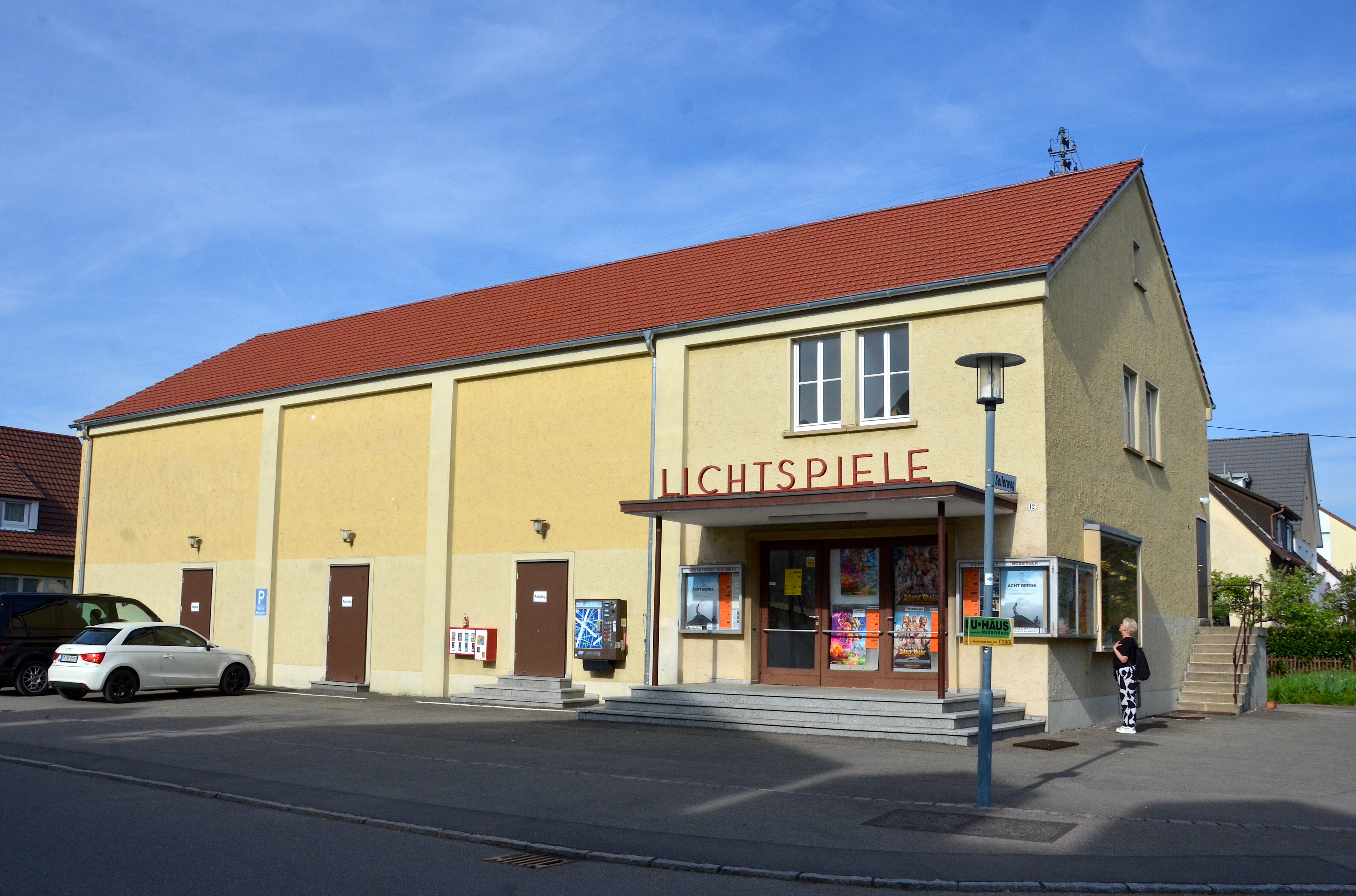
Lichtspiele Mössingen

Die Lichtspiele Mössingen gelten als eines der schönsten Kinos im Südwesten Deutschlands. Es wird in der Regel am Wochenende, in der Wochenmitte und an Feiertagen ein Programm im nostalgischen Kinoambiente der 1950er Jahre geboten (Kinosaal von 1952). Mit den Programmreihen „Kino am Freitag“ und „Kino & Kirche“ (seit 1991) werden aktuelle Filme und Klassiker gezeigt, Das Kino hat hierfür schon mehrfach Auszeichnungen erhalten.

### Theater
- Theatergruppe Schwobastroich
- Das Theater Lindenhof Melchingen gestaltet jedes Jahr den Mössinger Kulturherbst.

### Naherholungsziele

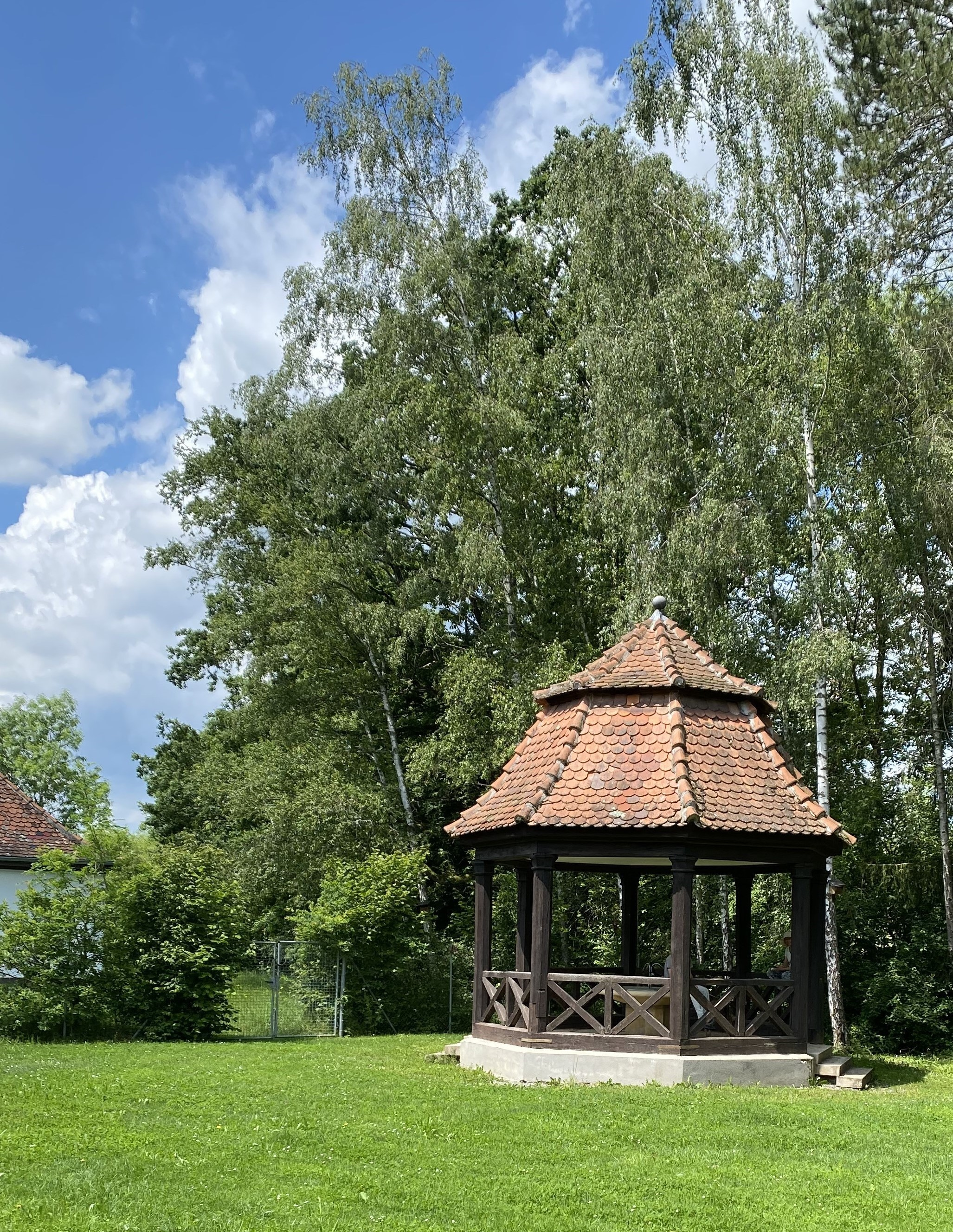
Pavillon mit Schwefelquelle

- Olgahöhe: 602 Meter hoher Vorberg des Farrenbergs mit Waldspielplatz und Grillhütte. Von dort ergeben sich Ausblicke auf Stadt Mössingen und Landkreis Tübingen sowie auf einen Ausschnitt des Albtraufs und die vorgelagerten Streuobstwiesen. Austragungsort des Sonnwendfeuers, einer sommerlichen Veranstaltung des Schwäbischen Albvereins.
- Kurpark und Schwefelquelle Bad Sebastiansweiler
- Dreifürstenstein: 853,5 Meter hoher Berggipfel südlich des Stadtteils Belsen, der über einen Pfad vom Wanderparkplatz Alter Morgen erreicht werden kann. Von dort oben ergeben sich Fernblicke bis zu den Gipfeln des Schwarzwalds. Am Dreifürstenstein kamen die Grenzen dreier Fürstentümer zusammen.
- Farrenberg: 820 Meter hoher Hausberg Mössingens mit Motor- und Segelflugplatz sowie verschiedenen Aussichtspunkten auf das Albvorland.

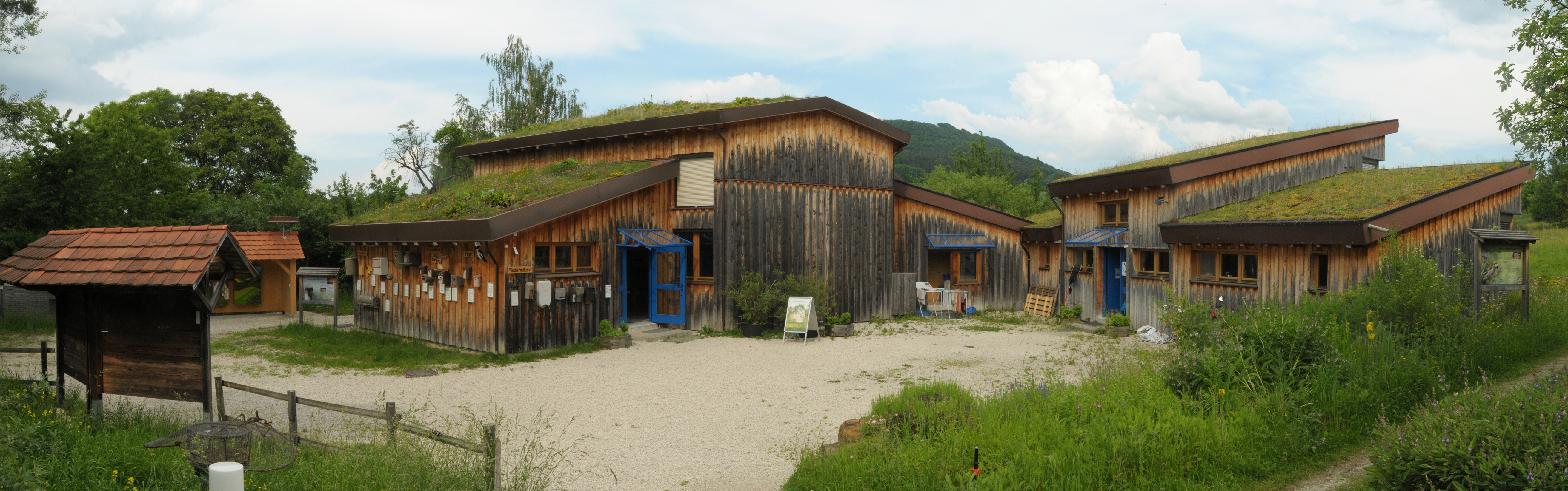
Vogelschutzzentrum

### Regelmäßige Veranstaltungen
- Maskenabstaubede des Steinlachtaler Fasnachtsvereins auf dem Mössinger Rathausplatz am 6. Januar (Heilige Drei Könige)
- Fasnetsverbrennung auf dem Mössinger Rathausplatz am Fasnetsdienstag
- Alle zwei Jahre veranstaltet der Mössinger Fasnetsverein eine Zeltfasnet
- Maibaumfeste in Mössingen und seinen Stadtteilen am 30. April (Walpurgisnacht)
- Olgafest des Musikverein 1899 Mössingen e. V. am Christi Himmelfahrt auf der Olgahöhe
- Bergfeuer auf der Olgahöhe zur Sommersonnenwende am 21. Juni
- Straßengalerie auf dem Mössinger Rathausplatz am 2. Sonntag im Juli
- Flugschau des Motor- und Segelsportvereins auf dem Farrenberg
- Mössinger Stadtlauf (jährlich, seit 2004)
- Mössinger Rosenmarkt & Kunstgalerie
- Alle zwei Jahre findet im Gebiet Schulzentrum / Jakob-Stotz-Platz, das Stadtfest (ehm. Bürgertreff) statt.
- Umsonst & Draußen-Festival Mössingen
- Für Kinder (5–11 Jahre) findet in der ersten und zweiten Sommerferienwoche das Spatzennest statt, das vom Jugendforum Oberes Steinlachtal e. V. veranstaltet wird.
- Mössinger Apfelfest (seit 2007) jeweils am ersten Oktoberwochenende als Höhepunkt der Mössinger Apfelwoche, veranstaltet vom Netzwerk Streuobst Mössingen
- eintägiger Weihnachtsmarkt Anfang Dezember in der Falltorstraße und rund um die Peter- und Paulskirche

### Sport

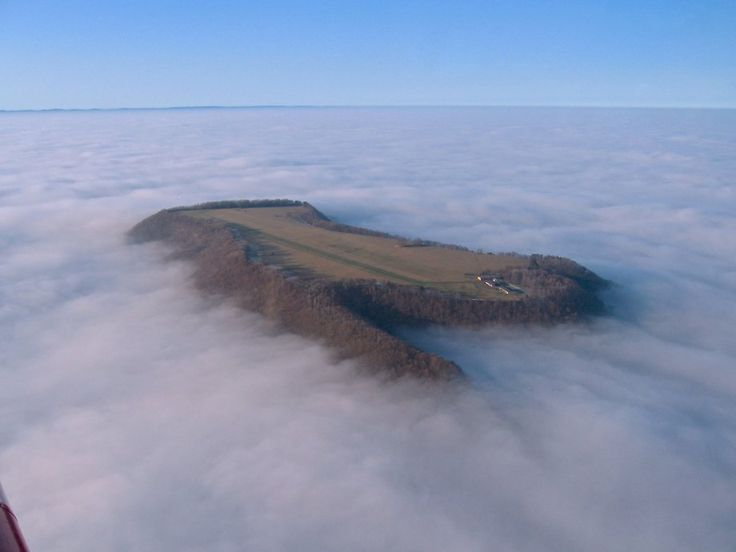
Der Flugplatz auf dem Farrenberg bei Mössingen

Hauptträger des Sportsgeists in Mössingen ist die Sportvereinigung (SpVgg) Mössingen (rund 2.000 Mitglieder) mit zwei Sportplätzen und Vereinsheim in der Langestraße/Lichtensteinstraße. Weitere Sportplätze befinden sich in den Ernwiesen südöstlich von Bästenhardt, auf Talheimer Gebiet im Holderbachtal im Osten von Öschingen. Im Ernwiesen-Stadion werden alljährlich auch die sommerlichen Bundesjugendspiele der Mössinger Schulen ausgetragen. Tennisanlagen des Mössinger Tennis-Clubs befinden sich am Freibad auf dem Hegwiesengelände. Im Gewerbegebiet Lange Hirschen befindet sich eine Tennishalle. Auch die Schulsporthallen und die Steinlachhalle stehen für Vereins- und Freizeitsportveranstaltungen verschiedener Art zur Verfügung. Flugsport kann vom Flugplatz auf dem Segelfluggelände Farrenberg aus betrieben werden. Schießanlagen befinden sich bei der Olgahöhe und in Öschingen. Boule, der französische Volkssport, kann auf zwei Plätzen in der Grünanlage an der Steinlach gespielt werden.

### Kulinarische Spezialitäten
- Maultaschen, die echten Messenger Strudle, werden von einheimischen Metzgern und Gastronomen noch selbst hergestellt, aber auch auf manchem Fest angeboten, in Brühe oder in der Pfanne gebraten.
- Mössinger Bier: Die Mössinger Bierbrauerei ist als einzige von ehemals sieben übrig geblieben und braut in den Produktionsanlagen Auf der Lehr alle üblichen Biersorten vom Pils bis zum hellen Hefeweizen.
- Charakteristisch für die Gemeinden im Streuobstgebiet am Albtrauf sind Edelbrände, so auch für Mössingen und seine Teilorte. Es sind mehrere Brennereien vorhanden, die im Lohnbetrieb arbeiten und auch von geringen Mengen Brände erzeugen. Bekannt ist der „Belsemer Kirsch“ aus dem Ortsteil Belsen.
- Mössinger Kaffee: Die Mössinger Kaffeerösterei „Spezialitäten Compagnie“.

## Wirtschaft und Infrastruktur

### Land- und Forstwirtschaft
Die Wälder auf Mössinger Gemarkung werden fast ausnahmslos intensiv forstlich genutzt. Mössingen war bis 1995 auch Sitz eines Forstamtes.
Die Landwirtschaft ist bäuerlich geprägt. Neben- und Zuerwerbsbetriebe sind noch verbreitet. Einen hohen Stellenwert nimmt der Streuobstbau ein. In Belsen ist auch ein Schäfer ansässig, dessen Herde die Unterhänge der Albberge beweidet.

### Gewerbe
Motor der Wirtschaft war lange Zeit die Textilindustrie. Ausschlaggebend war die Lage an der Steinlach als Vorfluter und für die Stromgewinnung. Einer der Hauptarbeitgeber war die Pausa AG, eine Stoffdruckerei, die 1871 als „Mechanische Buntweberei Hummel“ gegründet, 1919 in Pausa AG umbenannt und 2004 stillgelegt wurde. An zweiter Stelle stehen Holz und Metall verarbeitende Industrie. Eine Maschinenfabrik hat sich bereits Ende der 1960er-Jahre im Westen der Stadt angesiedelt. Am Bahnhof befinden sich ein Sägewerk, das jedoch inzwischen stillgelegt wurde und eine Nudelfabrik. In Mössingen gibt es vorrangig Klein- und Mittelstandsbetriebe.
Mössingen bildet einen Teil des Gewerbestandorts Steinlachtal. Ausgedehnte Gewerbegebiete befinden sich im Südwesten und Norden (Schlattwiesen) der Kernstadt. Der aktuelle wirtschaftliche Schwerpunkt liegt im Bereich Handel und Dienstleistungen. Am Rand der Kernstadt haben sich zahlreiche Großmärkte angesiedelt. Aber auch der Einzelhandel hat eine große Bedeutung. Hauptgeschäftsstraßen sind Bahnhofstraße und in der Verlängerung dazu die Falltorstraße, die die Stadt in West-Ost-Richtung durchziehen. Dort reihen sich Geschäfte für den speziellen Bedarf wie Juwelier, Optiker und Spielwarenhandel, aber auch Dienstleistungsbetriebe wie Sparkassen, Versicherungen und Arztpraxen, aneinander.

### Medien
Als örtliche Tageszeitungen mit entsprechendem Lokalteil sind das Schwäbische Tagblatt und der Reutlinger General-Anzeiger (GEA) erhältlich.
Der regionale TV-Sender RTF.1 ist in Mössingen per Kabel verfügbar. Einmal wöchentlich erscheint das Amtsblatt der Stadt Mössingen.

### Bergbau
In einem Steinbruch am westlichen Rand der Gemarkung wurden lange Jahre die Tonschiefer des Schwarzen Jura abgebaut. Aus dem bitumenhaltigen Gestein wurde Petroleum gewonnen. Die Tonschiefer dienten auch zur Herstellung von Ziegelsteinen. Der Steinbruch wurde mit Erdmaterialien wieder aufgefüllt. Weitere Steinbrüche befanden sich unterhalb des Hirschkopfs. Dort wurde zur Gewinnung von Wegeschotter Weißjurakalk gebrochen. In der Gipsmühle wurde Gips verarbeitet.

### Fremdenverkehr
Trotz der Lage Mössingens am Albtrauf, des Vorhandenseins von Heilquellen und der vielfältigen Naturausstattung, hat der Fremdenverkehr noch keinen hohen Stellenwert erlangt. Beherbergungs- und Bewirtungsbetriebe sind unterrepräsentiert. Im Ortsteil Bad Sebastiansweiler hat sich eine Kurklinik angesiedelt. Eine Touristenattraktion ist das Mössinger Bergrutschgebiet, zu dem mittlerweile Hinweisschilder führen und das durch einen Wanderpfad und Informationstafeln erschlossen ist. Regelmäßig finden dorthin Naturführungen statt.

### Bildung
Mössingen ist ein wichtiger regionaler Bildungsstandort. Bereits 1957 wurde südwestlich der Mössinger Altstadt die Gottlieb-Rühle-Hauptschule fertig gestellt. Es folgten 1967 die Friedrich-List-Realschule und 1973 das Quenstedt-Gymnasium sowie die Steinlachschule (ehemals Flattich-Förderschule).
Die Jahn-Turnhalle komplettierte das Bildungszentrum. Im südlichen Anschluss entstand nur 2 Jahre später die Körperbehindertenschule (KBS) als Bestandteil des Körperbehindertenzentrums Neckar-Alb.
Weitere Grund- und Hauptschulen befinden sich in den Ortsteilen Bästenhardt und Talheim.
Die Evangelische Landeskirche in Württemberg erbaute 1962 bis 1965 am Firstwald nordöstlich Mössingens ein Aufbaugymnasium mit Internat, heute Evangelische Schulen am Firstwald. Die städtische Volkshochschule Tübingen unterhält eine Außenstelle in Mössingen.

### Verkehr
Die Bundesstraße 27, die ehemalige Schweizer Straße, verbindet die Stadt nach Norden mit Tübingen und Stuttgart und nach Süden mit Hechingen. Sie tangiert das Stadtgebiet im Westen. Vom Stadtteil Talheim führt die L 385 als Passstraße (Talheimer Steige) auf die Hochfläche der Schwäbischen Alb nach Melchingen. Die L 384 verbindet Mössingen mit der im Nordosten liegenden Großstadt Reutlingen und dem Nachbarort Nehren. Eine Umgehungsstraße, der Nordring, führt den Durchgangsverkehr im Norden um Mössingen herum. Er wurde nach fast 30-jähriger Planungszeit am 12. Januar 2007 dem Verkehr übergeben. Das zur Zeit seiner Entstehung größte Verkehrsprojekt des Landkreises Tübingen wurde in 16 Monaten für 5,061 Millionen Euro gebaut. 1973 wurde zum Stadtteil Bästenhardt eine neue Verbindungsstraße mit 100 Meter langem Tunnel unter der Bahnstrecke gebaut.
Mössingen verfügt über einen Bahnhof an der 1869 eröffneten Bahnstrecke Tübingen–Sigmaringen. An dieser halten Züge der Regional-Express-Linie RE 6a (Stuttgart–Aulendorf), sowie Regionalbahnen der Linie RB 66 (Tübingen–Hechingen/Albstadt-Ebingen/Sigmaringen). Im Stadtteil Belsen befindet sich darüber hinaus der Haltepunkt Bad Sebastiansweiler-Belsen, der von Zügen der Linie RB 66 bedient wird.
Der Öffentliche Nahverkehr wird durch den Verkehrsverbund Neckar-Alb-Donau (NALDO) gewährleistet. Die Stadt befindet sich in der Wabe 113.
Über eine Alltagsradroute aus dem Radnetz Baden-Württemberg ist Mössingen über Nehren und Gomaringen mit Tübingen und in der anderen Richtung über Bodelshausen mit Hechingen verbunden. 
Ein Segelflugplatz befindet sich auf dem Farrenberg im Süden der Stadt.

### Wasserversorgung
Der Zweckverband Steinlach-Wasserversorgung, dem auch die Gemeinden Dußlingen, Nehren und Ofterdingen angehören, versorgt das Steinlachtal mit Trinkwasser. 60 % davon stammen aus dem verbandseigenen Wasserwerk in Kilchberg im Neckartal, der Rest kommt über Fernleitungen aus dem Bodensee. Durch das Stadtgebiet verläuft der Albstollen, der Bodenseewasser auch in den Mittleren Neckarraum leitet. Bei Talheim sorgt ein Pumpwerk für die Steigerung des Wasserdruckes. Das Wasser wird in den Hochbehältern Firstwald und Fockenwinkel gemischt und über ein 44 Kilometer langes Leitungsnetz an die 36.000 Abnehmer abgegeben.
Das Abwasser wird in die an der Steinlach bei Tübingen gelegene zentrale Kläranlage des Abwasserzweckverbandes Steinlach-Wiesaz geleitet.

### Öffentliche Einrichtungen
Ferner ist Mössingen Sitz der Stiftung KBF gGmbH, Mössingens größtem Arbeitgeber und Deutschlands ehemals größter Zivildienststelle.

## Persönlichkeiten

### Mit Mössingen verbunden
- Johannes von Schlayer (1792–1860), württembergischer Staatsminister, erhielt hier seine Ausbildung zum Schreiber
- Helmut Feld (1936–2020), Theologe und Kirchenhistoriker, lebte bis zu seinem Tod in Mössingen
- Dieter Schneider (* 1954), wuchs in Mössingen auf und war Präsident des Landeskriminalamtes Baden-Württemberg
- Ernst-Wilhelm Gohl (* 1963), evangelischer Bischof, wuchs in Mössingen im Pfarrhaus auf
- Kota Ezawa (* 1969), Künstler, ging in Mössingen zur Schule und machte hier Abitur
- Rainer Tempel (* 1971), Jazzpianist, wuchs in Mössingen auf und gründete hier auch Rockbands
- Dirk Abel (* 1977), Politiker (CDU), war Stadtrat in Mössingen
- Hendrik Bednarz (* 1978), Politiker (SPD), lebt in Mössingen
- Tedros Teclebrhan (* 1983), Comedian und Schauspieler, verbrachte seine Kindheit hier
- Giuseppe Pellegrino (* 1983), deutsch-italienischer Musiker, wuchs hier auf
- Adrian Gaspar (* 1987), rumänisch-österreichischer Komponist, verbrachte seine Kindheit in der Stadt und lebt heute in Wien
- David Rösch (* 1988), Basketballtrainer

### Ehrenbürger
- Erwin Canz (* 29. Juni 1853; † 16. September 1937), Oberbaurat
- Richard Burkhardt (* 12. März 1877; † 5. Mai 1958), Fabrikant
- Otto Merz sen. (* 5. September 1886; † 19. Oktober 1964), Fabrikant
- Erwin Kölle (* 20. November 1920; † 10. Februar 2005), Bürgermeister
- Hans Auer (* 6. Juli 1939; † 4. Juli 2020), Bürgermeister
- Willy Häussler († 1986), Direktor der ehemaligen Firma Pausa

### Söhne und Töchter der Stadt
- Johann Bernhard Schlegel (1827–1859), geboren im heutigen Stadtteil Belsen, evangelischer Missionar
- Martin Maier-Hugendubel (1866–1954), Missionar und Pfarrer
- Jakob Stotz (1899–1975), Anführer des Generalstreiks gegen die Machtübernahme der NSDAP 1933
- Julius Speer (1905–1984), geboren im heutigen Stadtteil Talheim, Forstwissenschaftler
- Otto Steinhilber (1918–1995), Heimatforscher
- Andreas Felger (* 1935), geboren im heutigen Stadtteil Belsen, Maler, Bildhauer und Glaskünstler
- Willi Rudolf (* 1944), geboren im heutigen Stadtteil Öschingen, Unternehmer, ehem. Kreisbehindertenbeauftragter
- Wilhelm Rall (* 1946), Wirtschaftswissenschaftler
- Michael Lang (* 1965), Oberbürgermeister von Wangen im Allgäu
- Angelo Vaccaro (* 1981), italienisch-deutscher Fußballspieler